# Guerre civile finlandaise
Batailles
Tampere
La guerre civile finlandaise (27 janvier – 15 mai 1918) se déroule lors de la période de transition pendant laquelle le grand-duché de Finlande, composante de l'Empire russe, devient un État indépendant. Le conflit s'intègre dans un moment de déstabilisation nationale, politique et sociale causé par la Première Guerre mondiale. La guerre oppose les Rouges sociaux-démocrates et les Blancs commandés par le Sénat conservateur. Les Rouges, comprenant des ouvriers et des travailleurs agricoles, contrôlent les villes et les centres industriels du sud de la Finlande alors que les Blancs, composés de paysans et de membres de la classe moyenne et de la bourgeoisie, contrôlent le centre et le nord rural du pays.
Peu avant cette guerre, la société finlandaise connaît une forte croissance de sa population dans un contexte d'industrialisation, de pré-urbanisation et de montée de mouvements travaillistes. Le système politique du pays est alors dans une phase instable de démocratisation et de modernisation alors que la condition socio-économique des habitants s'améliore. Le premier conflit mondial entraîne l'effondrement de l'Empire russe. Cela a des répercussions sur la Finlande avec une opposition croissante entre les forces de gauche et les conservateurs qui se militarise de plus en plus.
Les Rouges mènent une offensive générale infructueuse en février 1918. Ils bénéficient de livraisons d'armes par les Bolcheviks. Une contre-offensive conduite par les Blancs a lieu en mars, renforcée par des éléments de l'Armée impériale allemande en avril. Les actions militaires décisives de la guerre sont les batailles de Tampere et de Viipuri, remportées par les Blancs, ainsi que les batailles d'Helsinki et de Lahti remportées par les troupes allemandes. Elles débouchent sur un succès des forces blanches. Au cours du conflit, les deux camps se livrent à des pratiques de terreur politique. Un grand nombre de Rouges périssent de malnutrition et de maladies dans les camps de prisonniers. En tout, 39 000 personnes sont tuées dont 36 000 Finlandais, sur une population totale de 3 millions d'habitants.
Après cette guerre, la Finlande passe de l'influence russe à l'influence allemande. Les conservateurs tentent d'établir une monarchie mais ce projet est mis à mal par la défaite allemande. Finalement, la Finlande devient une république démocratique indépendante mais la guerre a fortement divisé le pays pour de nombreuses années et reste un événement marquant de l'histoire finlandaise. La société finit par se souder au travers de compromis sociaux basés sur une culture de modération politique, la religion et la reprise économique qui suit la guerre.

Lignes de front initiales de la guerre civile au début février (zones contrôlées par les Rouges en rouge, et zones contrôlées par les Blancs en bleu).

## Sa dénomination
La guerre civile demeure l'événement le plus controversé et le plus chargé d'émotion de l'histoire moderne de la Finlande et de nombreuses divergences sont survenues sur le nom qu'il fallait lui donner. Les Finlandais donnent donc plusieurs noms à ce conflit :
- vapaussota (guerre de la liberté),
- kansalaissota ou sisällissota (guerre civile),
- luokkasota (guerre des classes),
- punakapina (rébellion rouge),
- torpparikapina (la rébellion des métayers),
- vallankumous (révolution),
- veljessota (la guerre entre les frères).

Les historiens modernes précisent que toutes ces dénominations ont leurs mérites, bien que leurs significations politiques diffèrent. Les noms les plus neutres pour cette guerre sont : « la guerre civile » et « la guerre de l'année 1918 »,,,.

## Contexte
Le principal facteur déclenchant de la guerre civile est le premier conflit mondial. L'Empire russe s'effondre en 1917 avec la révolution de Février puis la révolution d'Octobre, laissant place à un véritable vide du pouvoir et à une lutte de pouvoir en Europe orientale. Le grand-duché de Finlande est une composante de l'Empire russe depuis 1809 et est entraîné dans ce désordre. Au début, la Finlande reste relativement calme car elle n'est pas une région stratégiquement importante. En effet, elle est à l'écart de la ligne entre Varsovie et Moscou. Toutefois, la guerre entre la Russie et l'Allemagne a aussi des effets sur la Finlande. Depuis la fin du XIXe siècle, le grand-duché est une source primordiale de matières premières, de produits industriels, de nourriture et de force de travail pour la capitale Petrograd (Saint-Petersbourg), en pleine croissance. La Première Guerre mondiale amplifie cette situation. En outre, le territoire finlandais est la région septentrionale du glacis finno-estonien,,,,.
L'Empire allemand perçoit l'Europe de l'Est, notamment la Russie, comme une source cardinale de produits vitaux et de matières premières, tant pour le premier conflit mondial que pour l'avenir. Or, les ressources allemandes sont soumises aux nécessités rudes d'une guerre sur deux fronts. De ce fait, les Allemands décident de briser la Russie de l'intérieur en fournissant un soutien financier à des groupes révolutionnaires comme les Bolcheviks, le parti socialiste révolutionnaire et des factions séparatistes, notamment en Finlande où des activistes sont germanophiles. Entre 30 et 40 millions de marks sont engagés dans cet effort. Le contrôle de la région finlandaise doit permettre aux Allemands de pénétrer vers Petrograd et la péninsule de Kola, un territoire riche en matières premières pour l'industrie minière. La Finlande possède d'importantes réserves en minerais et une industrie forestière développée,,,,,,,,.
Entre 1809 à 1898, durant la période appelée Pax Russica, l'autonomie de la Finlande s'accroît et les relations entre ce territoire et le pouvoir russe sont particulièrement pacifiques comparativement à d'autres régions périphériques de l'Empire. La défaite russe lors de la guerre de Crimée conduit à des tentatives d'accélération de la modernisation du pays. Cela débouche sur cinquante années de progrès économiques, industriels et culturels, ainsi que sur le plan de l'éducation. Dans le même temps, le finnois voit son statut s'améliorer. Tout cela favorise le développement du nationalisme finlandais et l'unité culturelle au travers de l'émergence du mouvement fennomane. Celui-ci lie les Finlandais au système de gouvernement interne du territoire, conduisant à l'idée que la Finlande est un État de plus en plus autonome au sein de l'Empire russe,,,,,,,.
En 1899, l'Empire russe entame une politique d'intégration au travers de la russification de la Finlande. Le pouvoir central, partisan du panslavisme, se renforce alors que la situation stratégique de la Russie devient délicate en raison de la montée en puissance de l'Allemagne et du Japon. Les Finlandais parlent de la « première période d'oppression » pour désigner le renforcement du contrôle militaire et administratif sur leur pays entre 1899 et 1905. C'est à ce moment que sont projetés les premiers plans en faveur d'une Finlande souveraine. Dans la lutte de pouvoir interne, le mouvement activiste est le plus opposé aux Russes. Il comprend des factions terroristes issues de la classe ouvrière et de l'intelligentsia suédophone. Au cours de la Première Guerre mondiale, avec la montée de la germanophilie, le mouvement svecomane commence à collaborer avec l'armée allemande et, de 1915 à 1917, un bataillon de chasseurs (Jääkärit) finlandais comptant 1 900 volontaires est entraîné en Allemagne,,,,,,,,,.

### Situation politique
Les principales raisons expliquant la montée des tensions politiques parmi les Finlandais sont l'autoritarisme du tsar et le système social peu démocratique proche d'une société d'ordres. Ce dernier tire ses origines du régime instauré par l'Empire suédois qui dominait la Finlande avant l'Empire russe. Il divise les Finlandais en deux groupes, séparés économiquement, socialement et politiquement. La population finlandaise grandit rapidement au XIXe siècle, passant de 860 000 personnes en 1810 à 3 130 000 en 1917. Une classe d'ouvriers, de travailleurs agricoles et de paysans non propriétaires émerge. La révolution industrielle est particulièrement rapide en Finlande même si elle commence plus tardivement que dans le reste de l'Europe. L'industrialisation est financée par l'État et certains des problèmes sociaux liés à ce processus sont réduits par le contrôle de l'administration. Parmi les travailleurs urbains, les problèmes socio-économiques s'accroissent lors des périodes de dépression économique. En outre, la situation des travailleurs ruraux a empiré à la fin du XIXe siècle, alors que l'agriculture devient de plus en plus efficace, tandis que l'industrie en développement n'utilise pas pleinement la population, en croissance rapide dans les campagnes,,,,,.
Les situations sociales, les conditions de vie et la confiance des travailleurs s'améliorent en raison de l'industrialisation entre 1870 et 1916. Toutefois, si les conditions de vie du peuple progressent, le fossé entre les riches et les pauvres s'accroît nettement. La montée en puissance de la conscience du peuple à propos des enjeux politiques et socioéconomiques est à mettre en perspective avec l'émergence du socialisme, du social-libéralisme et du nationalisme (mouvement fennomane). L'action des mouvements prolétaires et les réponses des factions sociales dominantes accroissent les tensions sociales en Finlande,,,,.
Le mouvement travailliste finlandais émerge à la fin du XIXe siècle. Il est influencé par les ligues de tempérance, les mouvements religieux et fennomane et présente un aspect nationaliste autant que socialiste. De 1899 à 1906, le mouvement travailliste devient définitivement indépendant, représenté par le parti social-démocrate finlandais créé en 1899. L'activisme des travailleurs s'oppose à la russification autant qu'il promeut le développement d'une politique interne qui résolve les problèmes sociaux et réponde au désir de démocratie. Il s'agit d'une réaction à un conflit interne, en cours depuis les années 1880, entre les bourgeois finlandais et le mouvement travailliste à propos de l'établissement du suffrage universel.
Quelques décennies auparavant, le prolétariat a accepté l'idée d'un système d'ordres sociaux comme le cours normal des choses. De ce fait, ses membres ont longtemps constitué des habitants pacifiques, obéissants et non politisés au sein du grand-duché. Désormais, ils demandent l'obtention de droits civiques et une véritable citoyenneté. La lutte de pouvoir entre les propriétaires finlandais et l'administration russe confère de l'espace politique au mouvement travailliste. En revanche, en raison d'une tradition longue d'au moins un siècle de contrôle de l'administration, l'élite finlandaise se considère comme le pouvoir naturel sur le territoire,,,,.
La lutte politique pour la démocratie se dénoue à l'extérieur de la Finlande. La défaite russe contre le Japon en 1904-1905 conduit à la révolution russe de 1905 et à une grève générale en Finlande. Dans une tentative de mater ce soulèvement général, le système des États est aboli par la réforme parlementaire de 1906 qui introduit le suffrage universel. La grève générale accroît le soutien en faveur des sociaux-démocrates de manière sensible. Désormais, en proportion de la population, c'est le plus important mouvement socialiste au monde,,,,,.
La réforme de 1906 est une étape majeure dans la libéralisation politique et sociale des couches populaires finlandaises. Dans le même temps, la famille royale russe fait partie des dirigeants européens les plus autocrates et conservateurs. Les Finlandais adoptent un régime parlementaire unicaméral et les femmes disposent de l'ensemble des droits politiques, ce qui fait passer le nombre d'électeurs de 126 000 à 1 273 000. De ce fait, les sociaux-démocrates atteignent 50 % des voix. Cependant, le tsar regagne son autorité après la crise de 1905 et met en œuvre une deuxième période de russification entre 1908 et 1917, tout en neutralisant les pouvoirs du Parlement. Il dissout celui qui vient d'être élu et convoque des élections parlementaires presque tous les ans, de 1908 à 1916, tout en déterminant la composition du Sénat finlandais, qui n'est pas liée à celle de l'assemblée parlementaire. De ce fait, il empêche tout véritable parlementarisme,,,,,,,,.
La capacité du Parlement à appréhender les problèmes socioéconomiques est contrecarrée par les luttes entre les représentants des classes populaires peu éduquées et les représentants des anciens propriétaires, habitués à faire face aux pratiques autoritaires. Au même moment, l'opposition monte entre les industriels et leurs travailleurs, alors que les employeurs industriels rejettent le dialogue syndical et le droit pour les syndicats de représenter les travailleurs. Même si le processus parlementaire déçoit le mouvement travailliste, le fait qu'ils[Qui ?] dominent le Parlement et la législation est le moyen pour le prolétariat de créer une société plus équilibrée. De plus en plus, ils s'identifient à l'État. Tous ces développements politiques créent les conditions favorables à une lutte pour le contrôle de la Finlande lors de la décennie précédant l'effondrement de l'Empire,,,,,,,.

### Révolution de février

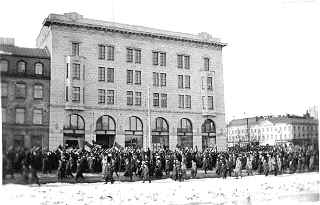
Grève de février 1917 lors de laquelle les manifestants demandent de la nourriture et le transfert du pouvoir législatif de la Russie vers le Parlement de Finlande.

Le programme de russification mis en place entre 1908 et 1917, plus rude que le précédent, est qualifié de deuxième période d'oppression par les Finlandais. Il se termine brutalement avec le renversement du tsar Nicolas II le 15 mars 1917. La raison immédiate de la chute de l'Empire russe est la crise engendrée par les défaites militaires face à l'Allemagne et la lassitude de guerre grandissante dans la population. Toutefois, des causes plus profondes existent, notamment la confrontation entre le régime le plus conservateur et autoritaire d'Europe et la population, de plus en plus à la recherche d'une modernisation de la société. Les pouvoirs du tsar sont transférés à la Douma et au gouvernement provisoire mais ce dernier est combattu par le Soviet de Petrograd, conduisant à une partition de fait du pays,,,.
L'autonomie est rendue aux Finlandais en mars 1917 et la révolution en cours permet au Parlement de disposer enfin d'un réel pouvoir politique. La gauche politique, comprenant principalement les sociaux-démocrates, couvre un large spectre, allant des modérés aux socialistes révolutionnaires. La droite est encore plus divisée, allant des sociaux-libéraux et des conservateurs modérés aux éléments les plus réactionnaires. Les quatre principaux partis de droite sont les suivants :
- le Parti finlandais conservateur ;
- le Parti jeune finnois comprenant des libéraux et des conservateurs, les libéraux étant divisés entre sociaux-libéraux et les partisans du libéralisme économique ;
- la Ligue agrarienne, centriste et partisane de réformes sociales ;
- le Parti populaire suédois de Finlande, conservateur, qui cherche à protéger les droits de la vieille noblesse et de la minorité suédophone[58],[59],[60].

Les Finlandais sont confrontés à l'interaction néfaste entre cette lutte pour le pouvoir et l'effondrement de la société après 1917. Le désordre grandissant en Russie favorise un processus de désintégration en chaîne, partant du gouvernement pour toucher l'armée, les milieux économiques et l'ensemble des domaines de la société, y compris l'administration locale et les entreprises. Finalement, les individus eux-mêmes sont touchés, concernés par des questions de liberté, de responsabilité, de moralité. En Finlande, les sociaux-démocrates ont pour but de garantir les droits politiques obtenus par le mouvement travailliste et de prendre le pouvoir. Les conservateurs craignent de perdre les pouvoirs sur la société et l'économie qu'ils détiennent depuis longtemps. Les deux factions, dont les groupes veulent obtenir la suprématie, collaborent avec les forces politiques correspondantes en Russie, accroissant la division de la nation,,,,,.
Le parti social-démocrate obtient la majorité absolue dans le nouveau Parlement de Finlande, lors des élections de 1916. Il profite du développement social déséquilibré et de la position constante du mouvement travailliste dans l'opposition. Le nouveau Sénat est formé en mars 1917 par les sociaux-démocrates et le leader syndicaliste Oskari Tokoi. Le cabinet ne reflète pas la composition du Parlement et de sa majorité socialiste. Il comprend six sociaux-démocrates et six non socialistes. En théorie, le Sénat consiste en une large coalition nationale mais, dans les faits, les principaux groupes politiques ne désirent pas coopérer. En outre, le cabinet ne parvient pas à résoudre les principaux problèmes auxquels fait face la Finlande, d'autant qu'aucune personnalité politique d'envergure ne s'y trouve. Après la révolution de février, le pouvoir politique commence à se disperser dans la rue. Les manifestations de masse, les grèves et les conseils ouvriers se généralisent, dans le but de saper l'autorité de l'État,,,.
La croissance économique rapide stimulée par le premier conflit mondial, qui a élevé les revenus des ouvriers et les profits des employeurs en 1915 et 1916, s'effondre brutalement avec la révolution de février. La baisse de la production provoque du chômage et une forte inflation. Pour ceux qui détiennent un emploi, la révolution de février leur permet d'améliorer leurs conditions de travail, souvent difficiles. Les travailleurs exigent des journées de huit heures, de meilleures conditions de travail et des salaires plus élevés. Ces demandes conduisent à des manifestations et à des grèves de grande ampleur dans l'industrie et l'agriculture, dans toute la Finlande,,.
Pendant ce temps, le ravitaillement en nourriture du pays dépend des céréales produites dans le sud de la Russie, tandis que les Finlandais sont spécialisés dans la production de lait et de beurre. La fin des importations de céréales depuis la Russie conduit rapidement à des pénuries alimentaires. Le Sénat y répond en introduisant le rationnement et le contrôle des prix. Toutefois, les fermiers s'opposent au contrôle de l'État et un marché noir, avec des prix en forte hausse, se forme ; en conséquence, les exportations vers le marché libre de la région de Petrograd augmentent. Le ravitaillement, les prix en hausse et la peur de la famine deviennent des sujets de préoccupation politique grandissants, avec une forte charge émotionnelle. Ils aggravent les tensions entre les ouvriers, particulièrement ceux au chômage, et les agriculteurs. Les classes populaires, dont les peurs sont exploitées par les politiciens et les médias, descendent dans les rues. Toutefois, en dépit des pénuries, aucune famine de grande envergure ne frappe le sud de la Finlande avant la guerre civile. Si les facteurs économiques expliquent grandement la crise de 1917, ils sont secondaires dans la lutte pour le pouvoir.

### Lutte pour le pouvoir
En juillet 1917, le Sénat adopte le projet de loi de Tokoi, intitulé « loi sur le pouvoir », qui devient l'un des trois éléments paroxystiques de la lutte pour le pouvoir entre les sociaux-démocrates et les conservateurs au cours de la crise politique qui s'étend de mars 1917 à la fin du mois de janvier 1918. La chute de l'empereur russe engendre des questions sur le détenteur du pouvoir politique suprême dans l'ancien grand-duché de Finlande. Si les Finlandais ont accepté le manifeste de libération de mars 1917 pris par le Gouvernement provisoire et qui met fin à la russification, ils préparent une extension de leur autonomie, si ce n'est leur indépendance,,,.
La révolution de Février permet aux sociaux-démocrates d'obtenir l'initiative. Ils ont la majorité absolue au Parlement et une étroite domination sur le Sénat. Après des décennies de déception politique, les socialistes ont l'occasion de prendre le pouvoir. Les conservateurs s'alarment du pouvoir grandissant des socialistes depuis 1899, qui atteint son apogée en 1917. En outre, ils ne disposent plus du contrôle de l'administration russe qui s'est effondrée. Ils estiment que les sociaux-démocrates doivent être arrêtés dans leur marche en avant, avant de pouvoir bouleverser en profondeur les structures du pays,,,,,,,.
La loi sur le pouvoir comprend un projet des sociaux-démocrates visant à accroître les pouvoirs du Parlement, en réaction à la domination du Sénat à tendance antiparlementaire et conservatrice entre 1906 et 1916. La loi accroît aussi l'autonomie finlandaise en réduisant l'influence russe sur les affaires internes. Le gouvernement provisoire continue toutefois de déterminer les affaires étrangères et les questions militaires. Au sein du Parlement, la loi est adoptée avec le soutien des sociaux-démocrates, de la ligue agrarienne, de membres du parti jeune de Finlande et de quelques activistes désireux d'affirmer la souveraineté finlandaise. Les conservateurs s'opposent à ce texte et certains des représentants les plus à droite se retirent du Parlement,,,,,,.
À Petrograd, le projet des sociaux-démocrates est soutenu par Lénine et les Bolcheviks. Ceux-ci, en juillet 1917, préparent une révolte contre le gouvernement provisoire mais ce dernier est toujours soutenu par les militaires et les projets de Lénine sont contrariés au cours des journées de juillet 1917, l'obligeant à fuir en Finlande. Alors que la guerre contre l'Allemagne se rapproche inexorablement d'une défaite totale, l'intérêt de la Finlande comme glacis protecteur de Petrograd se trouve accru. Le gouvernement provisoire décide donc de rejeter la loi sur le pouvoir et envoie des troupes fiables en Finlande. Là, avec la coopération et sur la demande des conservateurs finlandais, le Parlement est dissout et de nouvelles élections sont annoncées,,,,,,,,,.
Au cours des élections d'octobre 1917, les sociaux-démocrates perdent leur majorité absolue, ce qui radicalise le mouvement travailliste et réduit leur confiance en la capacité du parlementarisme de leur permettre d'atteindre leurs buts. Les événements de juillet 1917 ne provoquent pas par eux-mêmes la révolution rouge de janvier 1918. Toutefois, combinés avec les développements politiques liés à l'interprétation par le mouvement travailliste des idées du mouvement fennomane et du socialisme depuis les années 1880, ces événements sont décisifs quant aux visées de la révolution finlandaise. En effet, dans le but de prendre le pouvoir, les socialistes veulent désormais renverser le Parlement finlandais.
L'effondrement de la Russie lors de la révolution de février débouche sur la fin de toute autorité institutionnelle russe sur la Finlande et la dissolution de la force de police, ce qui crée de la peur et de l'incertitude. En réaction, la droite et la gauche créent leurs propres groupes de sécurité, d'abord locaux et souvent sans armes. À l'automne 1917, du fait de la lutte pour le pouvoir et du vide institutionnel qui suit la dissolution du Parlement, ces forces commencent à acquérir un aspect paramilitaire pour compenser l'absence de gouvernement stable ou de toute armée finlandaise. Les gardes blanches sont organisées par des personnalités locales influentes, des intellectuels conservateurs, des industriels, de grands propriétaires terriens et quelques activistes, tout en étant soutenus par les Allemands. Les Rouges sont recrutés au travers des sections locales du parti et des syndicats, et sont armés par les Russes.

### Révolution d'octobre
La révolution bolchevique menée par Lénine débouche, le 7 novembre, sur le transfert du pouvoir politique aux socialistes radicaux. Cette prise de pouvoir est encouragée par l'Allemagne qui estime que Lénine est la meilleure manière de neutraliser la Russie. De ce fait, elle finance les Bolcheviques en donnant un sauf-conduit à Lénine et ses partisans pour qu'ils rejoignent Petrograd depuis la Suisse en avril 1917. Le 6 décembre, un armistice entre le régime bolchevique et l'Allemagne entre en vigueur, tandis que des négociations de paix débutent le 22 décembre 1917 à Brest-Litovsk,,,.
En novembre 1917 intervient le deuxième tournant de la rivalité pour le pouvoir en Finlande. Après la dissolution du Parlement finlandais, la compétition entre les sociaux-démocrates et les conservateurs augmente fortement, au point de déboucher sur de la violence politique. Un travailleur agricole se fait tirer dessus durant une grève locale le 9 août à Ypäjä et un garde blanc est tué à la suite de la crise politique locale à Malmi le 24 septembre 1917,.

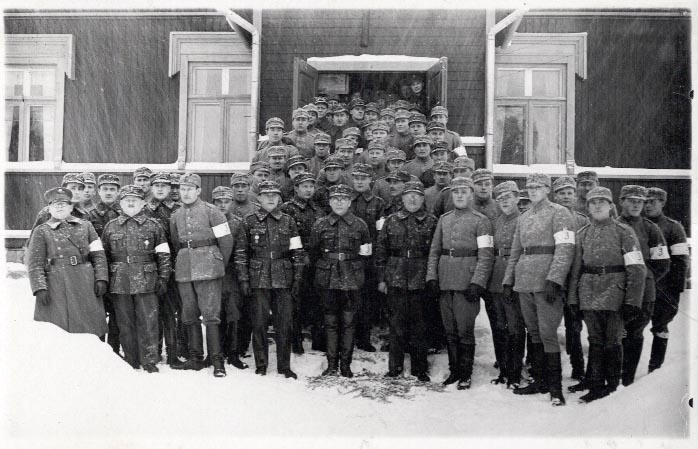
Gardes blancs à Nummi-Pusula.

La trêve informelle entre les Finlandais non socialistes et le gouvernement provisoire est perturbée par la révolution d'octobre. À la suite d'une dispute politique à propos de la réaction à avoir face à cet événement, la majorité des politiciens accepte un compromis proposé par Santeri Alkio, le chef de la ligue agrarienne. Le Parlement finlandais détient désormais le pouvoir suprême en Finlande le 15 novembre, sur la base de la loi sur le pouvoir des socialistes. En outre, il ratifie les propositions sociales-démocrates de juillet 1917 sur l'établissement de la journée de huit heures et le suffrage universel dans les élections locales,,.
Un cabinet conservateur dirigé par Pehr Evind Svinhufvud est nommé le 27 novembre. Cette nomination répond à un objectif de long terme des conservateurs et constitue une réponse aux actes du mouvement travailliste en novembre 1917. Les principaux objectifs de Sinvhufvud sont de rendre la Finlande indépendante, de renforcer le pouvoir militaire des gardes blanches et de conférer une partie des nouveaux pouvoirs du Parlement au Sénat,,.
Le 31 août 1917, la Finlande comprend 149 gardes blanches, des unités implantées dans des villes ou des communes rurales. Elles sont 251 le 30 septembre, 315 le 31 octobre, 380 le 30 novembre 1917 et 408 le 26 janvier 1918. La première tentative de développer un entraînement militaire au sein de ces unités est la création d'une école de cavalerie forte de 200 hommes à Saksanniemi, dans les environs de Porvoo, en septembre 1917. Les premiers éléments des Jägers finlandais et les premières armes allemandes arrivent en Finlande en octobre-novembre 1917, à bord de l'Equity et du U-Boot allemand SM UC-57. Près de 50 Jägers sont présents à la fin de l'année 1917.

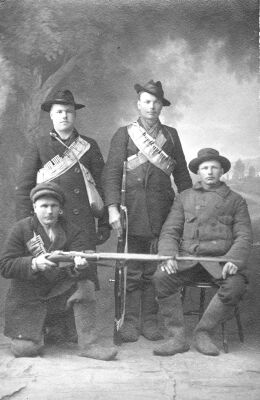
Gardes rouges.

Après leurs défaites politiques en juillet et octobre, les sociaux-démocrates mettent en avant un programme sans concession, intitulé « Nous exigeons », dans le but d'obtenir des concessions politiques. Ils demandent un retour à la situation antérieure à la dissolution du Parlement en juillet 1917, le démantèlement des gardes civiles et des élections à même d'établir une assemblée constituante finlandaise. Après la révolution d'octobre, les socialistes s'appuient sur la loi sur le pouvoir pour demander aux Bolcheviques de reconnaître la souveraineté finlandaise dans un manifeste du 10 novembre. Toutefois, la situation toujours confuse à Petrograd retarde ce projet. Après l'échec du programme « Nous exigeons », les socialistes enclenchent une grève générale du 14 au 19 novembre 1917 pour accroître la pression politique, notamment sur les conservateurs, qui s'opposent à la loi sur le pouvoir et la proclamation parlementaire de pouvoir du 15 novembre,,.
La révolution est devenue l'objectif de la gauche radicale depuis la perte du pouvoir politique en juillet et octobre 1917. Le mois de novembre 1917 constitue une opportunité pour un soulèvement. À cette date, Lénine et Joseph Staline sont menacés à Petrograd et demandent aux sociaux-démocrates finlandais de prendre le pouvoir. Néanmoins, la majorité des socialistes finlandais sont modérés et restent partisans de méthodes parlementaires, ce qui conduit Lénine à les qualifier de « révolutionnaires hésitants ». Cette réticence baisse alors que la grève générale est en mesure de conférer un pouvoir important aux travailleurs du sud de la Finlande. Les leaders de la grève votent à une courte majorité la prise du pouvoir le 16 novembre mais cette tentative de révolution doit être abandonnée le même jour, en raison de l'absence de véritables révolutionnaires dans les rangs des grévistes,,,.
Les socialistes modérés remportent un nouveau vote opposant l'option révolutionnaire à l'option parlementaire lors d'un congrès du parti à la fin du mois de novembre 1917. Toutefois, quand ils essaient de faire passer une résolution pour renoncer complètement à la perspective d'une révolution socialiste, les représentants du parti et plusieurs dirigeants influents refusent de la voter. Si le mouvement travailliste finlandais désire entretenir sa propre force militaire pour conserver ouverte la voie révolutionnaire, le peu d'entrain des socialistes finlandais pour la révolution est une déception pour Lénine. Celui-ci finit par perdre confiance en eux et apporte son soutien aux Bolcheviques finlandais présents à Petrograd,,,,.
Au sein du mouvement travailliste, une conséquence marquante de l'automne 1917 est la montée en puissance des gardes de travailleurs. On en compte de 20 à 60 entre le 31 août et le 30 septembre 1917. Toutefois, le 20 octobre, après la défaite aux élections parlementaires, le syndicat finlandais affirme la nécessité de créer plus de ces unités. Cette proclamation conduit à un accroissement important du nombre de recrues. Le 31 octobre, nombre de gardes socialistes atteint 100 à 150 puis 342 le 30 novembre et 375 le 26 janvier 1918. La plupart d'entre elles sont des gardes de sécurité. Une minorité devient des Gardes Rouges, qui sont souvent des formations secrètes créées dans des villes et des centres industriels, notamment dans les régions d'Helsinki, Kotka, Tampere, Turku, Viipuri et Kymenlaakso, sur le modèle des gardes rouges créées en 1905-1906.
La coexistence de deux forces armées opposées, les gardes rouges et les gardes blanches, débouche sur une partition du pouvoir qui préfigure la guerre civile. Le clivage fondamental entre ces deux gardes émerge au cours de la grève générale, lors de laquelle les Rouges exécutent plusieurs opposants politiques dans le sud de la Finlande, tandis que la première opposition armée entre les Blancs et les Rouges éclate. En tout, 34 morts sont rapportés. Finalement, les rivalités politiques de 1917 entraînent une forme de course aux armements, créant les conditions propices à l'irruption d'une guerre civile.

### Indépendance de la Finlande

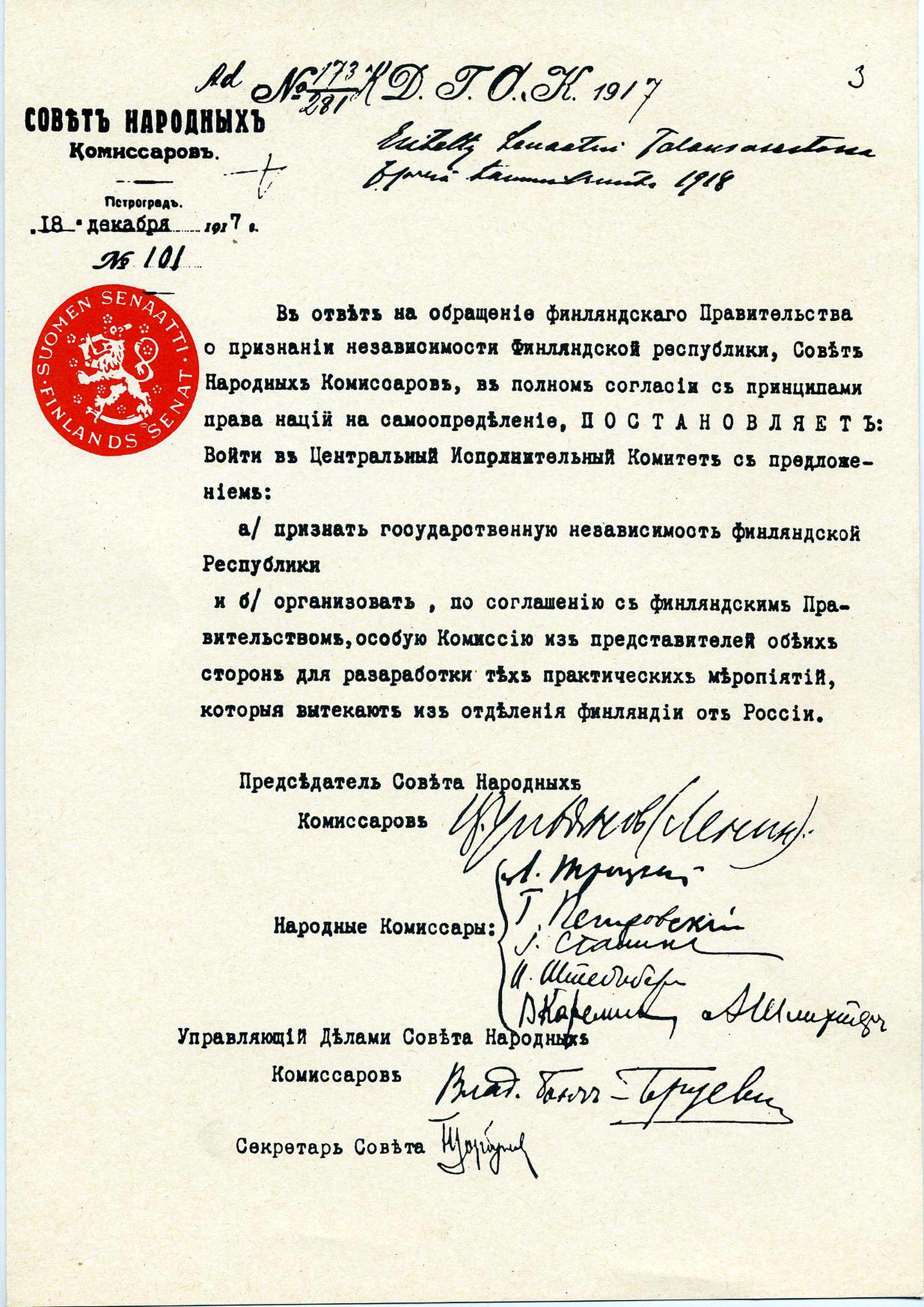
Document signé par les Bolcheviques, reconnaissant l'indépendance de la Finlande.

La désintégration de la Russie offre une occasion historique aux Finlandais d'accéder à la souveraineté. Cependant, après la révolution d'octobre, les positions des conservateurs et des sociaux-démocrates à propos de l'indépendance sont renversées. Les conservateurs sont désormais désireux de se séparer d'une Russie contrôlée par la gauche et de contrecarrer le risque d'une contagion de l'hégémonie bolchevique. Quant aux socialistes, ils craignent de perdre le soutien des travailleurs nationalistes après avoir constamment promis une amélioration des libertés, notamment au travers de la loi sur le pouvoir. Ils espèrent, à terme, renouer avec la situation majoritaire qu'ils ont détenue auparavant. Dans tous les cas, les deux camps s'accordent sur la nécessité d'une souveraineté finlandaise, malgré des désaccords persistants sur le mode de sélection des organes dirigeants,.
Le nationalisme prend des allures de « religion civique » parmi les Finlandais depuis la fin du XIXe siècle mais, lors de la grève de 1905, leur objectif est plutôt un retour à l'autonomie existant entre 1809 et 1898, et non une volonté d'indépendance. Depuis 1809, les Finlandais jouissent de compétences internes accrues en comparaison avec le régime suédois unitaire existant avant 1809. Sur le plan économique, le grand-duché profite d'un budget propre mais aussi d'une monnaie interne (le markka, depuis 1860). De ce fait, la Finlande connaît un progrès industriel notable de 1860 à 1916. L'économie du grand-duché n'en reste pas moins dépendante de l'immense marché russe et toute séparation politique pourrait avoir des répercussions économiques et financières. L'effondrement économique de la Russie combiné à la lutte pour le pouvoir politique en Finlande en 1917 sont des facteurs clés qui conduisent à la montée en puissance de la volonté de souveraineté, qui devient dorénavant centrale,,,,,,,,,,,.
Le Sénat contrôlé par Svinhufvud propose une déclaration d'indépendance qui est adoptée par le Parlement le 6 décembre 1917. Néanmoins, les sociaux-démocrates votent contre la proposition du Sénat et présentent une déclaration alternative. Pour autant, l'indépendance de la Finlande dépend essentiellement de sa reconnaissance par la Russie et les autres puissances européennes. De ce fait, Svinhufvud accepte de négocier avec Lénine pour obtenir cette reconnaissance. De leur côté, si les socialistes sont réticents à discuter avec le gouvernement russe en juillet 1917, ils envoient deux délégations à Petrograd pour demander à Lénine d'approuver la souveraineté finlandaise,,,,,.
En décembre 1917, les Bolcheviques sont sous la pression des Allemands qui désirent conclure les négociations de paix. Dans le même temps, le bolchevisme est en crise. L'armée est démoralisée et le sort de la révolution d'octobre reste incertain. Lénine estime que les Bolcheviques peuvent contrôler les régions centrales de la Russie mais qu'il est nécessaire d'abandonner des territoires périphériques, dont la Finlande, en raison de sa situation géostratégique moins importante. De ce fait, Svinhufvud et sa délégation sénatoriale obtiennent de Lénine son accord pour l'indépendance de la Finlande le 31 décembre 1917,.
Ainsi, au début de la guerre civile, l'Autriche-Hongrie, le Danemark, la France, l'Allemagne, la Grèce, la Norvège, la Suède et la Suisse ont reconnu l'indépendance de la Finlande. En revanche, le Royaume-Uni et les États-Unis ne l'ont toujours pas approuvée. Ils préfèrent suivre l'évolution des relations entre la Finlande et l'Allemagne qui constitue le principal adversaire des Alliés. Or, ces derniers espèrent encore renverser le régime de Lénine pour que la Russie reste en guerre contre l'Allemagne. De son côté, l'Allemagne cherche à accélérer la séparation de la Finlande, de manière à faire entrer celle-ci dans sa sphère de pouvoir. Quant à la France, elle met un terme à ses relations diplomatiques avec le gouvernement Blanc lors de la guerre civile, en raison de sa coopération avec l'Allemagne,,.

## La guerre civile

### Escalade

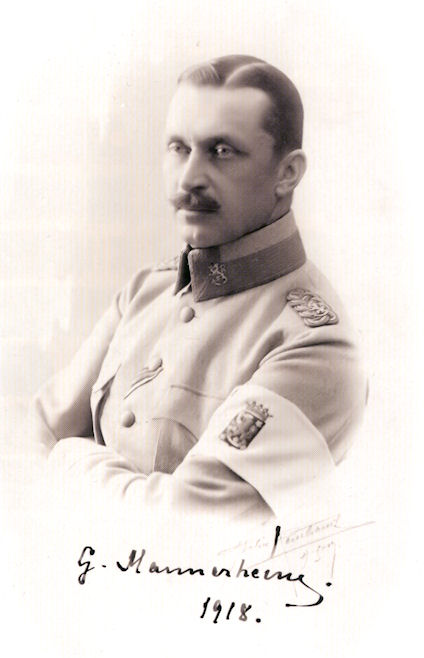
Le général Mannerheim arborant un brassard représentant les armes de la Finlande.

L'escalade finale vers la guerre commence au début du mois de janvier 1918. Chaque action militaire ou politique des Rouges ou des Blancs entraîne une réaction de l'autre partie. Les deux camps justifient systématiquement la moindre mesure en estimant qu'elle est de nature défensive, notamment auprès de leurs partisans. Au sein de la gauche, les gardes rouges d'Helsinki, Kotka et Turku sont à l'avant-garde de la confrontation. Elles conduisent les Rouges ruraux et convainquent les dirigeants socialistes, qui hésitent encore entre la paix et la guerre, de choisir la révolution. À droite, les Jägers sont les plus bellicistes, ainsi que les gardes blanches de la province de Viipuri, au sud-est de la Finlande, celles au sud-ouest et au sud de l'Ostrobotnie. Les premiers affrontements locaux ont lieu entre le 9 et le 21 janvier, dans le sud et le sud-est de la Finlande, principalement pour le contrôle de Viipuri et l'approvisionnement en armes,,,,,.
Le 12 janvier, le Sénat et le Parlement créent un État interne d'ordre et de discipline reposant sur les forces Blanches. Le 15 janvier, le général Carl Gustaf Emil Mannerheim, formé par l'Armée impériale russe, est nommé commandant en chef des Gardes Blanches. Il établit une base importante dans la région de Vaasa-Seinäjoki. Le Sénat renomme les Gardes Blanches, qui deviennent l'armée blanche de Finlande et l'Ordre blanc à instaurer est adopté le 25 janvier. Les Blancs bénéficient de l'armement récupéré dans les garnisons russes abandonnées entre le 21 et le 28 janvier, en particulier au sud de l'Ostrobotnie,,,,,.
Les Gardes rouges, dirigés par Ali Aaltonen, refusent de reconnaître les statuts des Gardes blanches et décident d'établir leur propre autorité militaire. Celle-ci est basée à Helsinki et l'Ordre rouge de la révolution est proclamé le 26 janvier 1918. Une lanterne rouge, symbole de la révolution, est allumée sur la tour de la Paasitorni, la maison des travailleurs d'Helsinki. La mobilisation de grande ampleur des Rouges débute au soir du 27 janvier. La Garde d'Helsinki et certaines des Gardes positionnées le long de la voie ferrée entre Viipuri et Tampere sont prêtes au combat entre le 23 et le 26 janvier, de manière à défendre les positions stratégiques. En outre, elles doivent escorter un important chargement d'armes venant de Petrograd par la voie ferroviaire. Les troupes blanches tentent de s'en emparer et vingt à trente combattants issus des deux camps périssent lors de la bataille des trains de Rahja, dans l'isthme de Carélie, le 27 janvier 1918,,,.
Le troisième point culminant de la lutte entre les socialistes et les conservateurs vient d'être atteint et la partition de la société est désormais consommée.

### La Finlande divisée entre les Rouges et les Blancs

Territoire initialement contrôlé par les Rouges.

Au début de la guerre, une ligne de front discontinue s'étend au travers du sud de la Finlande, de l'est à l'ouest, divisant le pays entre un territoire détenu par les Rouges et un autre détenu par les Blancs. Les Gardes Rouges dominent le sud, comprenant presque toutes les grandes villes et les centres industriels ainsi que les plus grandes propriétés terriennes, employant un grand nombre d'exploitants et de fermiers. L'Armée blanche contrôle le nord du pays, principalement agricole, comprenant des fermes de taille généralement modeste, avec un nombre limité d'exploitants jouissant souvent d'un meilleur statut social. Des enclaves existent des deux côtés de la ligne de front. Au sein du territoire des Blancs, des villes industrielles comme Varkaus, Kuopio, Oulu, Raahe, Kemi et Tornio sont détenues par les Rouges tandis que les villes méridionales de Porvoo, Kirkkonummi et Uusikaupunki sont aux mains des Blancs. L'élimination de ces villes assiégées devient rapidement une priorité pour chacune des deux armées en février 1918.
La Finlande rouge devient la République socialiste des travailleurs finlandais. Elle est dirigée par une délégation populaire mise en place le 28 janvier à Helsinki. Elle tente d'instaurer le socialisme démocratique en s'inspirant de la pratique social-démocrate finlandaise. De ce fait, cette vision diffère du concept de dictature du prolétariat élaboré par Lénine. Otto Wille Kuusinen propose une nouvelle constitution, influencée par celles de la Suisse et des États-Unis. Le pouvoir politique est concentré au sein du Parlement et le rôle du Sénat est limité. La proposition inclut un système multipartite, la liberté de réunion ainsi que la liberté d'expression et de la presse, autant que l'usage du référendum pour la prise de décisions politiques. Dans la perspective d'assurer la domination du mouvement travailliste, le peuple dispose d'un droit de révolution permanente,,,,,,.
Les projets des Rouges à propos du droit de propriété entrent en conflit avec leur volonté de mettre en place une société libre et « ultradémocratique ». L'administration nationale mais aussi locale, au niveau des municipalités, aurait dû jouir de droits de propriété. Dans le domaine agricole, les exploitants sont libérés du contrôle des propriétaires terriens au début de la guerre, tout en ayant le droit de posséder des fermes, dans le cadre de la socialisation à venir du pays. Toutefois, tous ces projets restent à l'état d'ébauches avec la défaite des Rouges.
Sur le plan extérieur, les Rouges bénéficient du soutien des Bolcheviques. Le 1er mars 1918, un traité russo-finlandais, comprenant un accord de paix, est signé. Les négociations à son sujet révèlent que le nationalisme est un facteur plus structurant que les principes de l'Internationale socialiste, ce qu'avait déjà démontré l'absence de réelle opposition des mouvements socialistes à la Première Guerre mondiale. À l'origine, des dissensions existent entre les Rouges finlandais et la Russie bolchevique à propos de la démarcation de la frontière entre les deux pays. Les négociations entre les deux parties débouchent sur des échanges de terres. La base d'artillerie d'Ino, dans l'isthme de Carélie, est transférée à la Russie tandis que la Finlande reçoit la région de Petsamo au nord-est de la Laponie. Toutefois, la valeur de ce traité ne tarde pas à s'effacer avec la signature du traité de Brest-Litovsk qui met fin à la guerre entre la Russie et l'Allemagne le 3 mars 1918.
Dans le même temps, la politique de Lénine relative au droit des peuples à disposer d'eux-mêmes est conduite dans l'optique de prévenir la désintégration de la Russie alors qu'elle est affaiblie militairement. Il essaie de profiter du vide politique et des rivalités politiques qui existent au sein des nations naissantes, alors qu'elles se séparent des anciens empires en décomposition. Lénine part du principe que les circonstances politiques en Europe sont favorables au prolétariat de ces nouvelles nations, qui pourraient ainsi mener des révolutions socialistes. Par la suite, ces nouveaux États seraient susceptibles de rejoindre l'Union soviétique en formation. Cependant, la majeure partie du mouvement travailliste finlandais milite pour l'indépendance et seuls les Bolcheviques, peu nombreux bien qu'influents, sont favorables à un retour dans le giron russe. Finalement, la défaite du camp des Rouges met un terme à la possibilité d'une annexion.
Du côté de la Finlande blanche, le gouvernement de Pehr Evind Svinhufvud est appelé le Sénat de Vaasa après avoir été déplacé dans la ville côtière de Vaasa, qui sert de facto de capitale blanche. Sur le plan interne, la priorité du gouvernement est de rétablir le contrôle des Blancs sur l'ensemble de la Finlande. Les conservateurs désirent instaurer un système monarchiste avec un rôle limité pour le Parlement. Sur ce point, les conservateurs sont divisés entre ceux qui se sont toujours opposés à la démocratie et ceux qui sont en faveur du parlementarisme depuis la réforme de 1906. Toutefois, le déroulement de la crise de 1917-1918 convainc ces derniers que le renforcement des pouvoirs du peuple présentait des risques. Quant aux sociaux-libéraux et aux réformistes non socialistes, ils s'opposent à toute limitation du parlementarisme.
Sur le plan extérieur, après avoir refusé initialement l'aide des Allemands, ils finissent par l'accepter. En effet, le Sénat de Vaasa se tourne vers l'aide politique et militaire allemande, dans le but de vaincre les gardes rouges, de mettre fin à l'influence bolchevique en Finlande et d'étendre le territoire finlandais en Carélie. Cette région est importante sur le plan géopolitique tout en étant le lieu d'implantation de peuples de langue finno-ougrienne. Face à la faiblesse de la Russie, des nationalistes de droite comme de gauche espèrent constituer une grande Finlande (Heimosodat). Quant au général Mannerheim, il reconnaît la nécessité de s'emparer de la Carélie orientale et d'obtenir des armes allemandes. Toutefois, il s'oppose à une intervention directe de l'armée allemande. En effet, il sait que les Gardes rouges manquent de capacités militaires et il compte sur les qualités au combat des Jägers finlandais. En tant qu'ancien officier de l'armée russe, il est aussi parfaitement conscient de l'état de démoralisation des soldats russes et il coopère avec des officiers russes blancs en Finlande et en Russie.
En matière de propagande, les deux camps affirment soutenir la démocratie et le développement des libertés, tout comme leur capacité à représenter l'ensemble de la nation finlandaise. Cependant, ils échouent également à trouver une solution pacifique à la crise politique, permettant à celle-ci de dégénérer en une sanglante guerre civile.

#### Des armées dépendantes du train

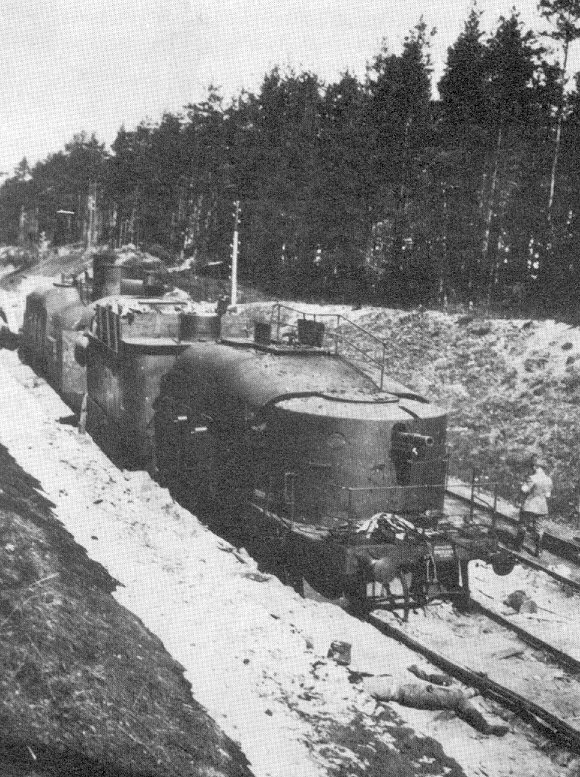
Le train blindé russe Partisan soutenant les Rouges finlandais dans la région de Viipuri.

Le nombre de soldats de chaque côté varie de 70 000 à 90 000. Les deux camps détiennent autour de 100 000 fusils, 300 à 400 mitrailleuses et une petite centaine de canons. Si les Gardes Rouges comprennent surtout des volontaires, l'armée blanche ne compte que 11 000 à 15 000 volontaires, le reste des effectifs est issu de la conscription. Les principales motivations des volontaires sont les avantages économiques (salaires, nourriture), l'idéalisme et la pression sociale. La Garde Rouge comprend aussi 2 000 femmes, souvent très jeunes, recrutées dans les centres industriels du sud du pays. Les travailleurs urbains et agricoles constituent le gros de l'armée des Rouges, tandis que les paysans propriétaires et la population éduquée forment l'ossature de l'Armée blanche.
Les deux armées utilisent des enfants soldats, principalement âgés de quatorze à dix-sept ans. L'usage de soldats aussi jeunes n'est pas rare dans le contexte de la Première Guerre mondiale. Les enfants sont alors sous l'autorité absolue des adultes et ne sont pas protégés en cas d'exploitation. Dans la situation finlandaise, les conditions chaotiques, notamment au début de la guerre, sont une raison supplémentaire de recruter de tels soldats, les généraux étant prêts à tout pour renforcer les effectifs.
La guerre civile finlandaise se déroule principalement le long des voies ferrées, qui sont des moyens de transport vitaux, tant pour les troupes que pour le ravitaillement. L'un des objectifs prioritaires des deux armées est la prise de Haapamäki, le nœud ferroviaire au nord-est de Tampere, qui permet de relier à la fois l'est et l'ouest ainsi que le nord et le sud du pays. Ce sont les Blancs qui s'en emparent à la fin du mois de janvier, ce qui conduit aux difficiles batailles de Vilppula. La tête de pont des Blancs à Antrea, au sud de la Vuoksi, sur l'isthme carélien, menace aussi la liaison ferroviaire entre Viipuri et Petrograd. Les autres nœuds ferroviaires primordiaux au cours de la guerre sont à Kouvola, Riihimäki, Tampere et Toijala. L'importance de ces voies ferrées est symbolisée par l'usage du train blindé, une arme particulièrement crainte, composée de canons légers et de mitrailleuses lourdes.

### Gardes Rouges et troupes russes
Les Gardes Rouges finlandais sont les premiers à prendre l'initiative. Ils s'assurent le contrôle d'Helsinki le 28 janvier avant de lancer une attaque générale s'étendant de février au début du mois de mars 1918. Les Rouges sont relativement bien armés mais ils manquent d'officiers qualifiés, à la fois au niveau du haut commandement et sur le terrain. De ce fait, ils ne peuvent faire fructifier leur avantage originel et la plupart de leurs offensives ne débouchent sur aucun résultat concret. La chaîne de commandement militaire fonctionne relativement bien au niveau du peloton et de la compagnie mais le leadership reste défaillant car la plupart des officiers sont élus par les soldats. Les militaires du rang restent généralement de simples citoyens armés, sans entraînement militaire ni discipline et avec un moral défaillant.
Ali Aaltonen se retrouve rapidement remplacé à la tête des troupes rouges par Eero Haapalainen, qui est à son tour remplacé par un triumvirat composé d'Eino Rahja, Adolf Taimi (en) et Evert Eloranta (en). Le dernier général en chef des Rouges est Kullervo Manner qui conduit la retraite finale en Russie. Quelques hommes talentueux disposant d'un sens élevé des responsabilités, à l'image d'Hugo Salmela (en), émergent durant la guerre mais ils ne peuvent à eux seuls modifier le cours du conflit. Les seules victoires remportées par les Gardes rouges sont au niveau local, alors qu'ils battent en retraite vers la Russie. Ainsi, ils battent des forces allemandes lors de rudes batailles les 28 et 29 avril 1918 à Hauho, Tuulos et Syrjäntaka (en), où les pelotons féminins participent aux combats.
Si près de 60 000 soldats russes de l'ancienne armée du tsar restent stationnés en Finlande au début de la guerre civile, la contribution russe à la cause rouge est négligeable. Les troupes sont alors démoralisées et lassées des années de guerre depuis 1914. En outre, elles désirent rentrer chez elles, d'autant que nombre de soldats sont d'anciens serfs désireux de récupérer les terres agricoles laissées sans propriétaire par la révolution russe. De ce fait, la grande partie de cette force se retire en Russie à la fin du mois de mars 1918. Au total, seuls 7 000 à 10 000 soldats participent à la guerre de 1918, parmi lesquels 4 000, séparés en de petites unités de 100  à   1 000 hommes, acceptent de combattre en première ligne.
Les événements révolutionnaires en Russie divisent politiquement les officiers quant à leur attitude dans le cadre de la guerre civile finlandaise. Mikhail Svechnikov (en) conduit des troupes rouges à l'ouest de la Finlande en février et Konstantin Yeremejev dirige les forces russes dans l'isthme de Carélie. D'autres officiers se défient de la ligne révolutionnaire des Rouges et coopèrent avec le général Mannerheim, ancien militaire russe, assistant les Blancs dans le cadre du désarmement des garnisons russes en Finlande. Le 30 janvier 1918, Mannerheim affirme aux soldats russes en Finlande que l'armée blanche ne combattra pas la Russie car leur but est de vaincre les rebelles rouges et les forces russes les soutenant.
Le nombre de soldats russes participant à ce conflit décline nettement après l'attaque allemande contre la Russie le 18 février 1918. Le traité de Brest-Litovsk restreint la capacité des Bolcheviques à soutenir les Rouges en armes et en ravitaillement divers. Cependant, les Russes restent actifs sur le front sud-est en protégeant les approches de Petrograd.

### Gardes blancs et rôle de la Suède

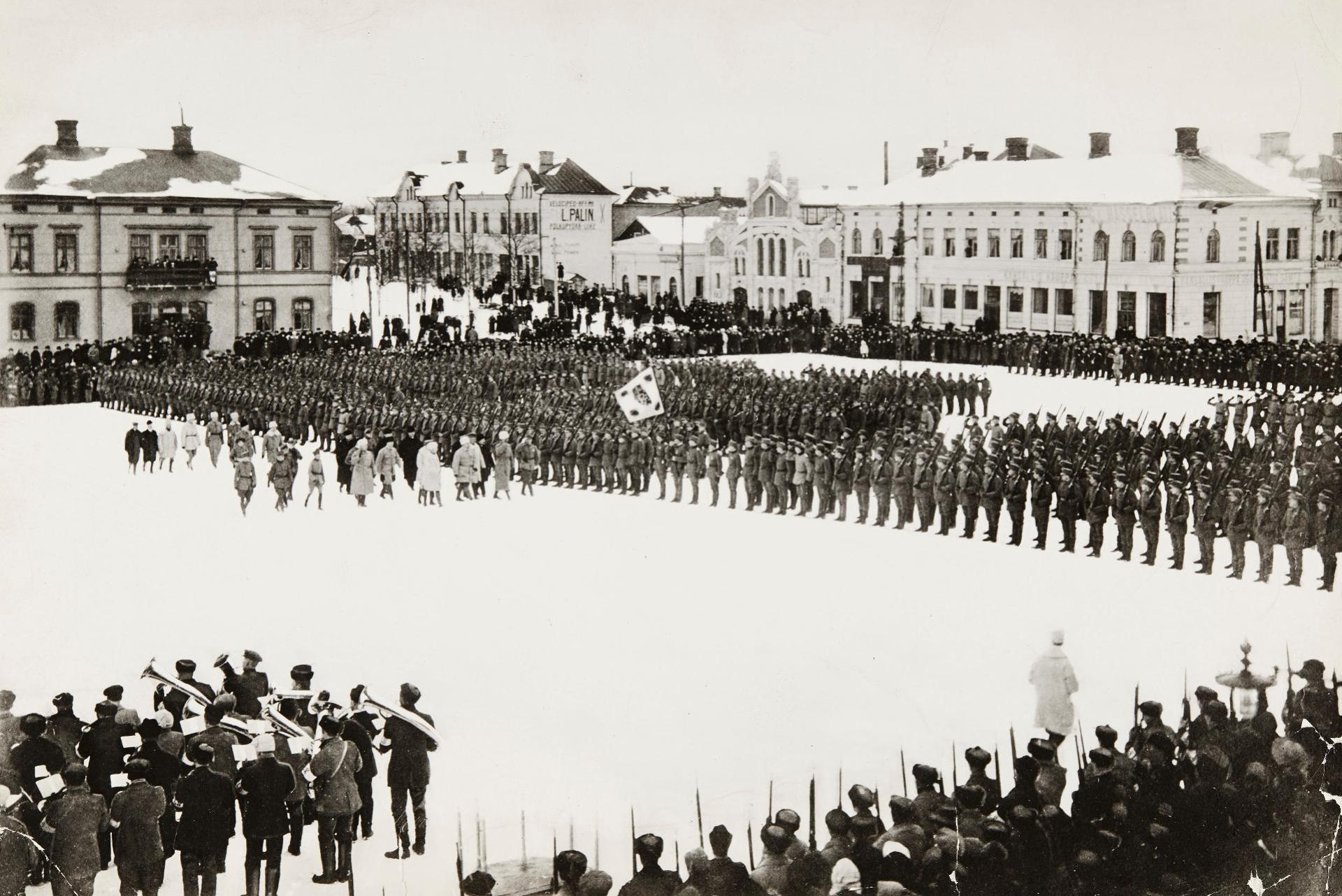
Des Jägers passés en revue par le général Mannerheim le 25 février à Vaasa.

La guerre civile finlandaise a parfois été qualifiée de « guerre des amateurs ». Pour autant, l'armée blanche dispose de deux atouts sur son adversaire. D'abord, le général en chef Mannerheim est un commandant militaire professionnel et son état-major comprend 84 officiers suédois volontaires, ainsi que d'anciens officiers finlandais de l'armée du tsar. Ensuite, elle regroupe 1 450 des 1 900 soldats d'élite du bataillon de Jägers (Jääkärit). Ce dernier a été formé en Allemagne entre 1915 et 1917 et a été mis à rude épreuve sur le Front de l'Est. La majeure partie du bataillon arrive à Vaasa le 25 février 1918.
Sur le champ de bataille, les Jägers ont un impact direct sur les autres soldats, permettant à l'armée blanche d'être plus disciplinée et mieux dirigée. Pourtant, le reste des soldats blancs sont proches de leurs adversaires rouges. La plupart d'entre eux n'ont bénéficié que d'un entraînement bref et le plus souvent inadapté. Au début de la guerre, la hiérarchie de l'Armée blanche a peu d'autorité sur les compagnies et pelotons de volontaires. Ces derniers obéissent seulement à leurs propres chefs. Toutefois, à la fin du mois de février, les Jägers entament l'entraînement rapide de six régiments de Jägers, comprenant des conscrits.

Premières offensives des Blancs en février, en direction de Tampere et de Rautu, dans l'isthme de Carélie, à la frontière avec la Russie.

Si le bataillon de Jägers se met principalement à disposition des forces blanches, il n'échappe pas au clivage du pays. Près de 450 membres de l'unité proches du socialisme restent en Allemagne pour éviter qu'ils ne rejoignent les forces rouges. De leur côté, les chefs blancs sont confrontés à un problème similaire dans le cadre de la conscription. Parmi les recrues qui doivent rejoindre l'armée en février, près de 30 000 sont des partisans du mouvement travailliste et ne se présentent pas. De même, le doute subsiste sur la motivation des recrues issues des petites fermes pauvres du centre et du nord de la Finlande. Pour contrecarrer ces difficultés, la propagande des Blancs met en avant le caractère nationaliste de la guerre, dirigée contre les Russes bolcheviques plus que contre des Finlandais.
Des divisions sociales apparaissent entre le sud et le nord du pays, au sein de la Finlande rurale. L'économie et la société de la partie septentrionale se sont modernisées moins rapidement qu'au sud et le conflit entre le christianisme et le socialisme y est plus prononcé. En outre, les agriculteurs y jouissent d'un meilleur statut social et le fait d'être propriétaire, même d'une petite parcelle, fournit une motivation dans la lutte contre les Rouges et le risque d'une collectivisation.
Avec la Russie, la Suède est l'autre principal pays frontalier de la Finlande. Comme pour la Première Guerre mondiale, elle déclare sa neutralité dans le conflit. Quant à l'opinion, notamment au sein de l'élite suédoise, elle est divisée entre les partisans des Alliés et ceux des empires centraux. Toutefois, la germanophilie apparaît plus populaire. La politique du gouvernement social-libéral suédois est pragmatique, motivée par les trois priorités en temps de guerre : la géopolitique, la solidité de l'économie au travers d'exportations de minerais de fer et de nourriture à l'Allemagne et la garantie de la tranquillité au sein de la société suédoise. Pour autant, le gouvernement suédois permet à des soldats et des officiers volontaires de participer à la guerre civile finlandaise aux côtés des Blancs, de manière à endiguer la progression du mouvement révolutionnaire en Scandinavie.
Une brigade suédoise forte de 800  à   1 000 hommes, dirigée par Hjalmar Frisell (en), puis par Harald Hjalmarson, prend part aux batailles de Tampere et aux combats au sud de cette ville. En février 1918, la marine suédoise escorte une escadre navale allemande transportant les Jägers finlandais et des armes allemandes. Elle lui ouvre le passage par les eaux territoriales suédoises. Quant aux socialistes suédois, ils n'aident pas les Rouges finlandais mais tentent d'encourager des négociations de paix entre les deux parties. Enfin, l'affaiblissement de la Finlande permet à la Suède d'espérer s'emparer de l'archipel stratégique d'Åland, situé à l'est de Stockholm et à majorité suédophone. Toutefois, l'intervention de l'armée allemande en Finlande contrecarre ce plan.

#### Bataille de Tampere

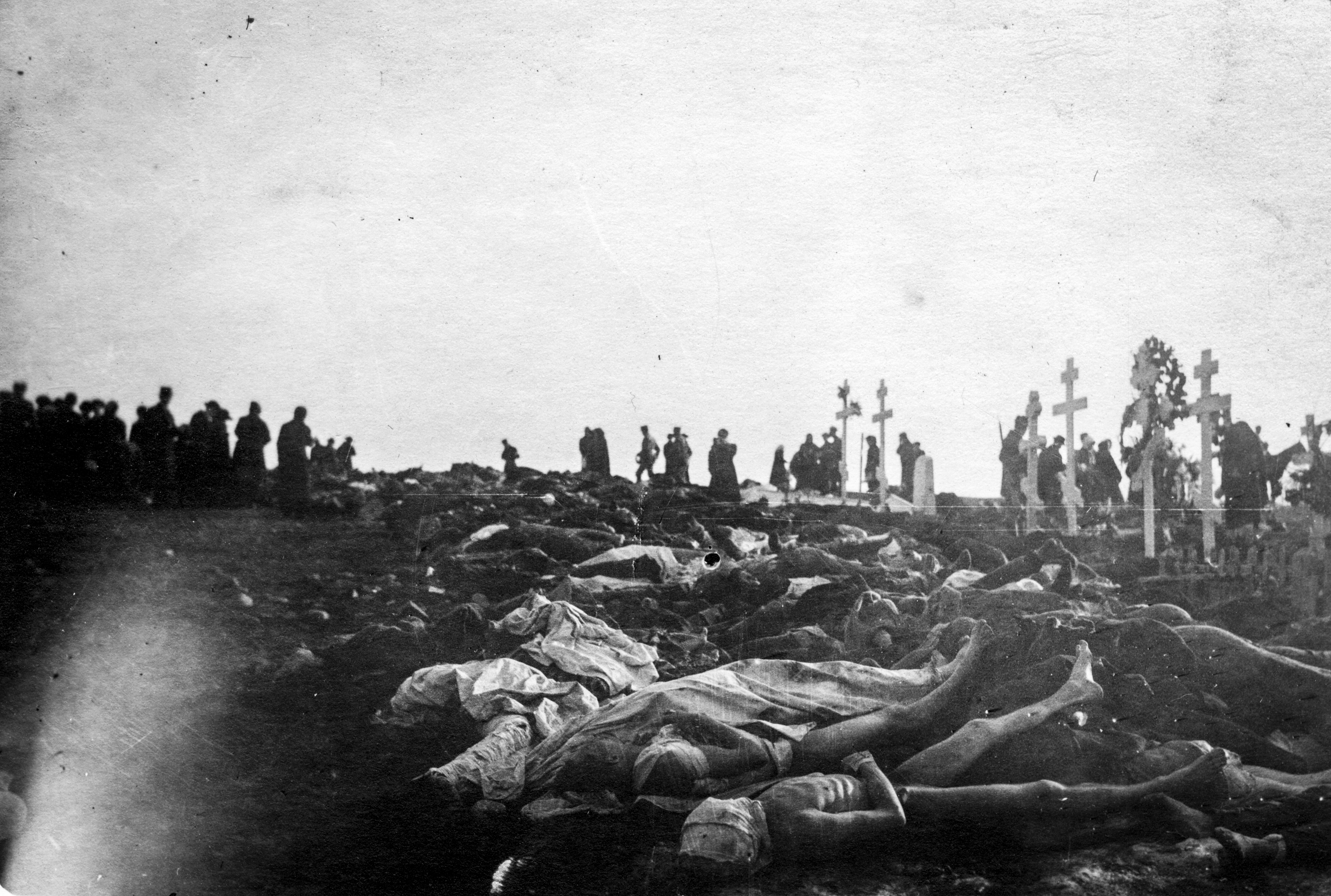
Victimes non enterrées de la bataille de Tampere.

En février 1918, le général Mannerheim pose la question de l'endroit où l'offensive générale des Blancs doit avoir lieu. Il hésite entre deux positions stratégiquement vitales des Rouges : Tampere, la principale ville industrielle du pays au sud-ouest et Viipuri, la principale ville de Carélie. Même si la prise de Viipuri offrirait d'importants avantages, le manque de capacités au combat de son armée et le risque d'une contre-offensive d'importance des Rouges au sud-ouest rendent cette opération trop risquée.
Mannerheim décide donc de s'attaquer d'abord à Tampere. Il lance une offensive le 16 mars à Längelmäki, à 65 kilomètres au nord-est de la ville. Dans le même temps, l'armée blanche progresse le long d'une ligne de front depuis le nord et le nord-ouest, au travers de Vilppula, Kuru, Kyröskoski et Suodenniemi. De nombreuses unités rouges s'effondrent et se replient dans la panique sous le coup de l'attaque, tandis que certaines défendent leur position sans relâche et parviennent à ralentir l'avance des Blancs, peu habitués à des manœuvres offensives. Finalement, les Blancs parviennent à mettre le siège devant Tampere. Ils coupent les liaisons entretenues par les Rouges, au sud avec Lempäälä le 24 mars et à l'ouest avec Siuro (Nokia) et Ylöjärvi le 25 mars.
La bataille de Tampere oppose 16 000 Blancs à 14 000 Rouges. C'est la première bataille urbaine de grande envergure en Finlande et, avec les batailles d'Helsinki et de Viipuri, elle est l'un des trois engagements militaires décisifs de la guerre. Le combat pour la région de Tampere commence le 28 mars, la veille de la Pâques 1918, plus tard dénommée le « Lundi Saint sanglant ». Finalement, les Blancs remportent cette bataille avec un taux de perte de plus de 50 % au sein de certaines unités attaquantes. Puis, les Blancs réorganisent leurs troupes et leurs plans et s'attaquent à la ville même de Tampere dans les premières heures du 3 avril.

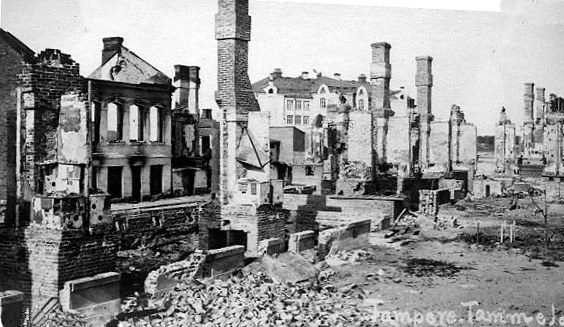
La ville de Tampere après la bataille.

Après un important barrage d'artillerie, les Gardes blancs progressent de maison en maison puis de rue en rue, alors que les Gardes rouges se replient. Au soir du 3 avril, les Blancs ont atteint les rives orientales de la Tammerkoski. Les tentatives des Rouges de briser le siège de Tampere, par des offensives le long de la voie ferrée Helsinki-Tampere, sont des échecs. Les Gardes rouges perdent la partie occidentale de la ville entre le 4 et le 5 avril, et la mairie de Tampere est l'un de leurs derniers bastions. La bataille se termine le 6 avril avec la reddition des Rouges dans les quartiers de Pyynikki et de Pispala.
Désormais, les Rouges sont sur la défensive mais démontrent une motivation accrue à combattre. Le général Mannerheim est contraint de déployer ses meilleures troupes, les Jägers, initialement préservées pour être engagées dans la région de Viipuri. La bataille de Tampere, qui n'oppose que des troupes finlandaises, est la plus sanglante du conflit. L'armée blanche perd de 700  à   900 hommes dont cinquante Jägers (les pertes les plus élevées de cette unité dans le cadre d'un engagement). Les Rouges perdent 1 000  à   1 500 hommes en plus de 11 000  à   12 000 prisonniers. Les pertes civiles s'élèvent à soixante-et-onze morts, principalement en raison de l'artillerie. Les parties orientales de la ville, bâties généralement en bois, sont complètement détruites.

#### Bataille de Viipuri
Après leur défaite à Tampere, les Rouges commencent une lente retraite vers l'est. Alors que l'armée allemande s'empare d'Helsinki, l'armée blanche tourne son attention vers Viipuri, où 15 000 gardes rouges sont positionnés contre 18 500 blancs. Les Jägers jouent un rôle primordial durant la bataille. Les Blancs parviennent à établir le siège de la cité et à couper les communications des Rouges avec Petrograd, au prix de durs combats dans l'isthme de Carélie, entre le 20 et le 26 avril. L'attaque finale contre la ville commence à la fin de la journée du 27 avril, à la suite d'importants tirs d'artillerie par les Jägers. Les Rouges parviennent à mettre en place une défense acharnée dans le cadre de combats de rue mais leurs positions s'effondrent progressivement et les Blancs s'emparent de Patterinmäki, une colline au centre de Viipuri, dans les premières heures du 29 avril. Au total, 500 à 800 Rouges périssent et 12 000 à 15 000 sont faits prisonniers.

### Intervention allemande

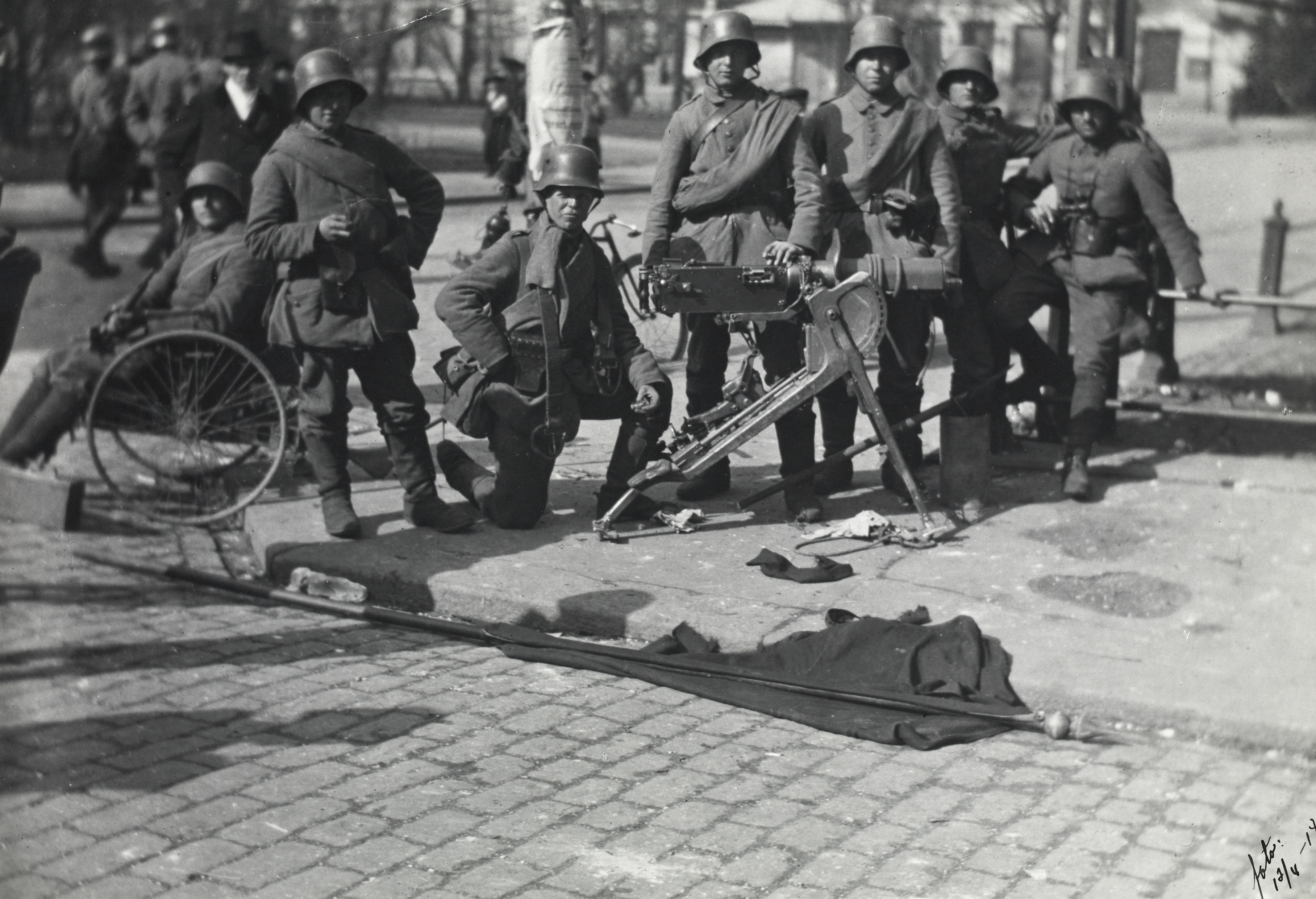
Une Maschinengewehr 08 allemande positionnée à Helsinki alors qu'un drapeau rouge gît au sol.
Photo Gunnar Lönnqvist

L'Empire allemand intervient aux côtés des Blancs à partir de mars 1918. Les activistes finlandais sont alors de fervents germanophiles et recherchent le soutien de l'Allemagne depuis l'automne 1917, pour libérer leur territoire de l'impérialisme russe. Toutefois, les Allemands ne veulent pas compromettre les négociations de paix avec les Russes, qu'ils espèrent conclure rapidement pour transférer leurs forces sur le front de l'ouest. Toutefois, après le 10 février, les Allemands changent d'attitude quand Léon Trotsky, en dépit de la faiblesse du régime bolchevique, met fin aux négociations. Il espère alors que la révolution se propage dans l'Empire allemand. Dès lors, le gouvernement allemand décide rapidement de riposter et propose son aide aux pays à l'ouest de la Russie. Les Blancs finlandais présents à Berlin profitent de cette occasion et requièrent l'assistance allemande le 14 février, sachant que la veille, le conseil militaire impérial allemand a pris la décision d'envoyer des troupes en Finlande,.

Dernières offensives et progression allemande illustrée par les flèches grises.

Le 18 février, les Allemands attaquent les troupes russes et cette offensive conduit à un effondrement et à la retraite des Russes, ainsi qu'à la signature du traité de Brest-Litovsk le 3 mars 1918. La Finlande, les pays baltes, la Pologne et l'Ukraine passent dans le giron allemand. Les investissements économiques et politiques des Allemands en faveur de la prise du pouvoir de Lénine dans l'espoir de briser la Russie sont récompensés. Toutefois, le traité de paix ne met pas fin aux visées militaires allemandes à propos de la Finlande. En effet, cette guerre civile offre la possibilité d'un accès facilité à la Fennoscandie. En outre, les Allemands prennent en compte l'intervention de la Royal Navy britannique qui envahit le port de Mourmansk, sur la côte arctique de la Russie, le 9 mars 1918. Le général Erich Ludendorff veut à la fois encercler Petrograd en contrôlant Narva et instaurer une monarchie germanophile en Finlande,.
Le 5 mars, une escadre navale allemande arrive dans l'archipel d'Åland, dont une expédition militaire suédoise s'est emparée en mi-février. Le 3 avril 1918, la division de la Baltique, forte de 10 000 hommes, dirigée par Rüdiger von der Goltz, lance l'offensive principale. Il attaque Hanko, à l'ouest d'Helsinki, suivie le 7 avril par la prise de Loviisa sur la côte sud-est par le détachement Brandenstein fort de 3 000 hommes. Les principales formations allemandes progressent rapidement vers l'est. D'Hanko, elles prennent Helsinki les 12 et 13 avril. La brigade Brandenstein s'empare de Lahti le 19 avril, coupant en deux le territoire des Rouges. Le principal détachement allemand avance vers le nord depuis Helsinki et conquiert Hyvinkää puis Riihimäki les 21 et 22 avril, puis Hämeenlinna le 26 avril. L'efficacité des forces allemandes contraste alors fortement avec l'état de démoralisation des troupes russes,,.

#### Bataille d'Helsinki
Après la rupture des négociations de paix entre les Allemands et les Rouges finlandais le 11 avril, la bataille pour la capitale commence. Le 12 avril à cinq heures du matin, deux à trois mille soldats allemands de la brigade von Tshirsky se lancent à l'assaut de la ville depuis le nord-ouest, le long de la voie ferrée Helsinki-Turku. Les Allemands pénètrent les lignes ennemies entre Munkkiniemi et Pasila et progressent dans les parties centrales et occidentales d'Helsinki. Dans le même temps, l'escadre navale allemande bloque le port, bombardant le sud d'Helsinki et débarquant des troupes de marine à Katajanokka.
Autour de 7 000 Rouges finlandais protègent Helsinki mais leurs meilleurs éléments combattent sur les autres fronts. Les principaux points forts des défenseurs sont la maison des travailleurs, la gare, le quartier-général des Rouges de Smolna (l'ancien palais du gouverneur-général russe), le quartier du Sénat et de l'université et les anciennes garnisons russes de la ville. Au soir du 12 avril, la plupart des quartiers sud et l'ensemble des quartiers ouest sont occupés par les Allemands, qui nettoient la ville maison par maison et rue par rue. Les Gardes blancs d'Helsinki, cachés depuis le début du conflit, rejoignent leurs alliés au fur et à mesure de leur progression.
Le 13 avril, les troupes allemandes s'emparent de la place du marché, de Smolna, du palais présidentiel et du quartier du Sénat et de la maison de la noblesse de Finlande. Lors des derniers stades de la bataille, la brigade Wolff comprenant deux à trois mille hommes prend part aux combats. Les unités viennent alors du nord et de l'est d'Helsinki pour s'enfoncer dans les banlieues populaires d'Hermanni, Kallio et Sörnäinen. L'artillerie allemande détruit la maison des travailleurs et met à terre la lanterne rouge de la révolution finlandaise. Les quartiers est de la cité se rendent vers deux heures de l'après-midi le 13 avril, en brandissant un drapeau blanc depuis la tour de l'église du Kallio, même si des combats sporadiques persistent jusque dans la soirée. Au total, soixante Allemands, 300 à 400 Rouges et vingt-trois Blancs sont tués dans la bataille et sept mille Rouges sont faits prisonniers. L'armée allemande célèbre sa victoire par une démonstration de force, au travers d'une grande parade militaire dans le centre d'Helsinki le 14 avril 1918.

### Une terreur entretenue par les deux camps

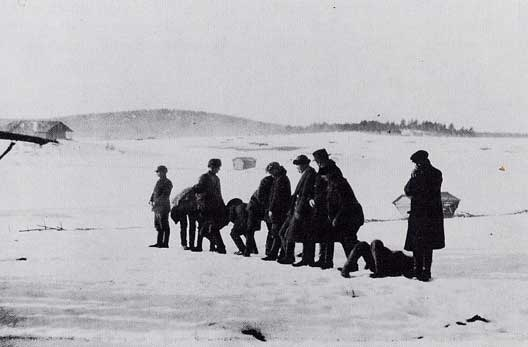
Des gardes blancs exécutant des soldats rouges vers Längelmäki.

Au cours de la guerre civile, l'armée blanche et les Gardes rouges commettent des exactions, connues sous nom de terreur rouge et de terreur blanche. Si le grand duché de Finlande est plutôt pacifique, le seuil de la violence politique apparaît lors de la première période de russification de 1899 à 1905. Les activistes finlandais exécutent un gouverneur-général russe, des officiers de police et un fonctionnaire finlandais. La Première Guerre mondiale accroît ce climat de violence dans le contexte d'une Europe à feu et à sang. La révolution de Février de 1917 entraîne l'apparition d'une véritable terreur politique en Finlande. En mars 1917, les soldats russes tuent plusieurs de leurs officiers. Le premier socialiste finlandais tué l'est en août et le premier non socialiste à la fin du mois de septembre. La grève générale de novembre 1917 est une étape supplémentaire vers l'accroissement des violences puisque les gardes de travailleurs tuent vingt-sept Finlandais.
Au cours de la guerre civile, deux formes de violence politique coexistent. Tout d'abord, une violence liée aux actes de guerre mais aussi des actes plus personnels et locaux, des meurtres, entraînant des vendettas. En ce qui concerne la violence militaire, elle est planifiée et organisée au plus haut niveau, les ordres étant ensuite transmis localement. Au moins un tiers de la terreur rouge et la plus grande part de la terreur blanche sont issus de décisions nationales. Au début, les deux gouvernements s'opposent officiellement à ces actes de terreur mais ces derniers sont commis sur le plan militaire plus que politique.
Le but principal de ces violences est de détruire la structure de pouvoir de l'adversaire mais aussi de sécuriser et de nettoyer les régions contrôlées par chacun des camps au début du conflit puis les territoires conquis progressivement. Un autre objectif est de créer un climat de peur et de sidération au sein de la population civile et des soldats ennemis. L'aspect paramilitaire et le manque de véritable compétences au combat des deux armées favorise le développement de cette terreur politique, qui sert alors d'arme militaire. En effet, elle permet de remplir certains objectifs militaires, tout en renforçant la conviction de chacun des camps à combattre un adversaire cruel et inhumain. Ainsi, la propagande de chaque camp n'hésite pas à utiliser les exactions ennemies pour justifier  sa lutte, ce qui ne fait qu'engendrer une spirale de la violence.
Le nombre de victimes liés à la terreur politique des Rouges et des Blancs lors des différents mois de la guerre :
| Mois         | Victimes de la violence rouge | Victimes de la violence blanche |
| ------------ | ----------------------------- | ------------------------------- |
| Février 1918 | 700                           | 350                             |
| Mars 1918    | 200                           | 500                             |
| Avril 1918   | 700                           | 2 200                           |
| Mai 1918     | 50                            | 4 800                           |
| Juin 1918    | –                             | 400                             |

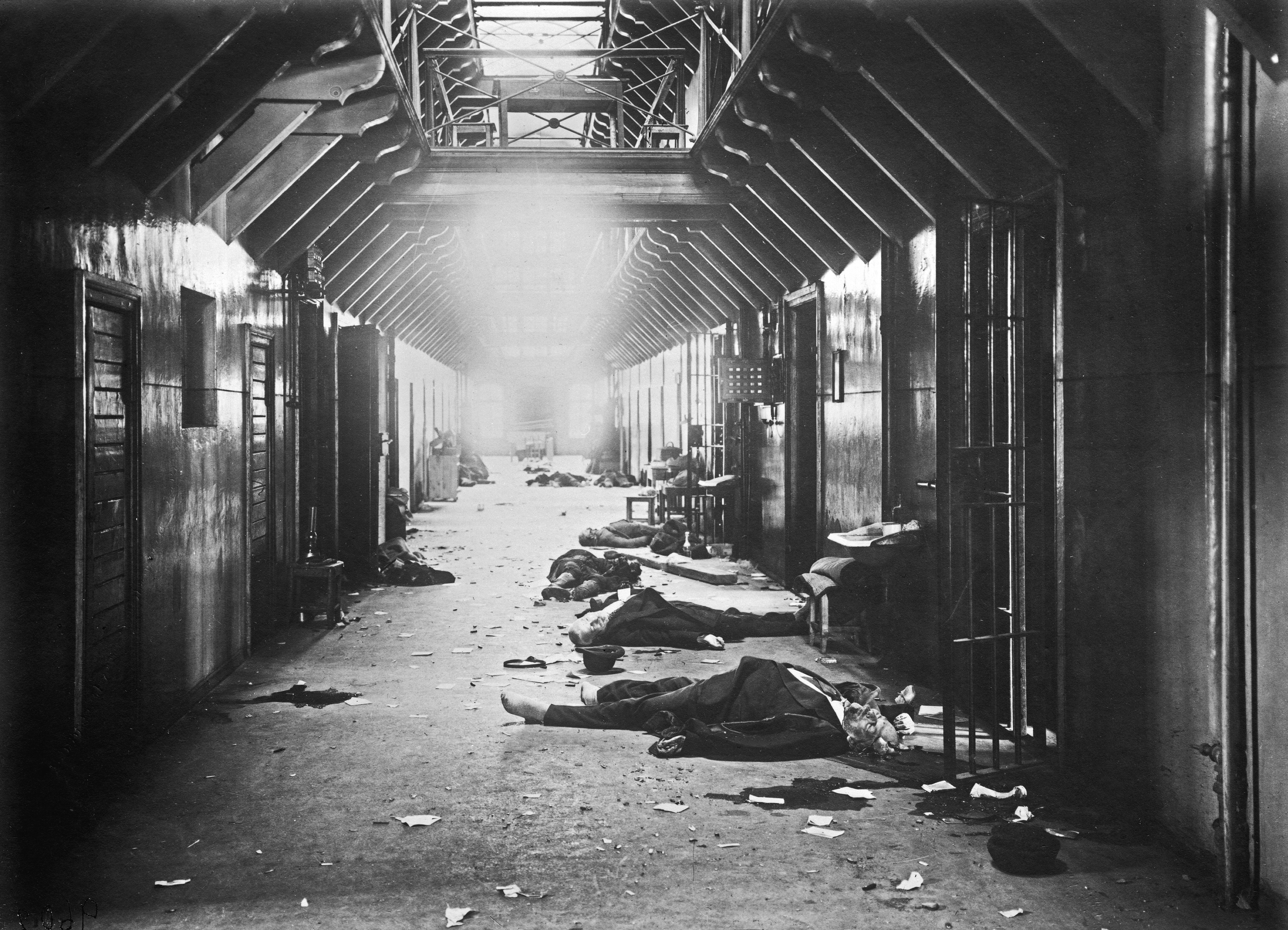
Des victimes de la terreur rouge dans la prison de Viipuri.

Le nombre de victimes imputées aux Gardes rouges varie en fonction des mois, car les Rouges ne parviennent pas à agrandir leur territoire initial. De ce fait, ils concentrent leur action sur le sud industrialisé. Enfin, ils sont moins organisés que les Blancs dans la mise en place de la terreur politique. Si le nombre victimes des Blancs augmente, il est directement corrélé aux conquêtes successives aux dépens des Rouges, ce qui les pousse à affirmer violemment leur domination dans des régions qui ne leur sont pas toujours favorables. La terreur blanche généralisée débute avec l'offensive générale de mars 1918 et s'accroît pour culminer avec la fin de la guerre, tout en cessant rapidement après l'envoi de leurs adversaires dans des camps de prisonniers.
Les Gardes Rouges exécutent les représentants du pouvoir économique et social en Finlande, dont les politiciens, les grands propriétaires terriens, les industriels, les officiers de police, les fonctionnaires, les enseignants et les membres des Gardes blanches. Dix prêtres de l'église évangélique-luthérienne de Finlande et 90 socialistes modérés sont aussi exécutés. Les deux principaux sites de la terreur rouge sont Toijala et Kouvola. Là, 300 à 350 Blancs sont exécutés entre février et avril 1918.
De leur côté, les Blancs s'en prennent aux Gardes Rouges, aux représentants sociaux-démocrates au Parlement et les partisans des Rouges présents dans les administrations, les tribunaux ou la police. En outre, ils visent tous ceux qui, de près ou de loin, prennent part à la terreur rouge. Durant le pic de la violence blanche, entre la fin avril et le début du mois de mai, deux cents Rouges sont fusillés par jour. La terreur blanche frappe plus particulièrement les soldats russes qui combattent aux côtés des Rouges et plusieurs civils russes non socialistes sont exécutés après la bataille de Viipuri.
Cette terreur est principalement exécutée par des détachements mobiles employés par les deux armées. Ce sont souvent des unités de cavalerie, comprenant dix à quatre-vingt soldats, jeunes (quinze à vingt ans), sous l'autorité absolue d'un chef expérimenté et plus âgé. Ces détachements mènent des opérations de recherche et destruction derrière les lignes de front, pendant et après les batailles et ils ont parfois été qualifiés d'escadrons de la mort. Ils s'apparentent aux Sturmbattalions allemands et aux unités d'assaut russes utilisés pendant la Première Guerre mondiale.
Au total, 1 650 Blancs périssent du fait de la terreur rouge et 10 000 Rouges sont victimes de la terreur blanche, qui s'apparente à un nettoyage politique courant chez les vainqueurs d'une guerre civile. Les victimes blanches ont été relativement bien recensées comparativement aux victimes rouges, pour lesquelles de nombreuses incertitudes demeurent. Le doute persiste quant au moment de leur mort, durant les batailles ou exécutées après celles-ci. Avec les expériences d'emprisonnement de Rouges en 1918, la terreur a des conséquences psychologiques durables au sein de la majorité des Finlandais, peu importe leur orientation politique. Parmi ceux qui subissent cette violence, certains en ressortent sérieusement traumatisés, ce qui a été bien documenté par la suite.

### Fin de la guerre
Après la défaite à Tampere et la menace d'une invasion par l'Allemagne de la côte sud, la délégation du peuple se retire d'Helsinki pour Viipuri le 8 avril. Avec la perte d'Helsinki, à l'exception d'Édouard Gylling qui reste aux côtés des combattants, les membres de la délégation se replient vers Petrograd le 25 avril. Cette fuite provoque un profond ressentiment parmi les Gardes rouges. Ainsi, à la fin du mois d'avril, plusieurs milliers d'entre eux qui sont laissés sans commandement fuient à leur tour vers Petrograd mais la plupart des réfugiés sont assiégés par les Blancs et les Allemands. Finalement, ce qui reste de l'armée des Rouges se rend entre le 1er et le 2 mai dans la région de Lahti.
Les long cortèges de Rouges en fuite, comprenant des femmes et des enfants, connaissent un trajet chaotique, presque désespéré parfois, avec de nombreuses pertes humaines causées par l'ennemi. Les Rouges parlent d'une « marche des larmes », tandis que pour les Blancs, c'est le symbole de leur succès. Le dernier bastion des Rouges au sud-est de la Finlande est le territoire entre Kouvola et Kotka qui chute le 5 mai. La guerre civile se termine définitivement le 15 mai, quand les Blancs s'emparent de la base d'artillerie côtière d'Ino, aux dépens des Russes qui l'occupent. Le général finlandais Mannerheim célèbre cette victoire par une grande parade militaire dans les rues d'Helsinki le 16 mai 1918.
Si le mouvement travailliste finlandais est initialement pacifiste, il s'est engagé dans une guerre civile désormais perdue. Plusieurs chefs militaires se suicident et un grand nombre de combattants est envoyé dans des camps de prisonniers. Le Sénat de Vaasa revient à Helsinki le 4 mai, alors que la ville est encore sous le contrôle des Allemands. En effet, la Finlande blanche victorieuse est alors un protectorat de facto de l'Allemagne. Le général Rüdiger von der Goltz est alors qualifié de « véritable régent de la Finlande ». Aucun armistice ni négociations de paix ne sont conduits entre les deux camps et aucun traité de paix n’est signé pour mettre fin à ce conflit.

## Conséquences

### Un héritage amer
La guerre civile a des conséquences catastrophiques pour la Finlande. Autour de 36 000 personnes, soit 1,2 % de la population nationale, périssent et la guerre laisse 15 000 orphelins. Comme souvent lors d'une guerre civile, la plupart des personnes tuées le sont en dehors du champ de bataille, lors des campagnes de terreur et du fait des conditions déplorables dans les camps de prisonniers. De nombreux rouges fuient vers la Russie à la fin de la guerre et dans la période qui suit. Ce conflit est un traumatisme pour la société finlandaise qui en sort profondément divisée. De nombreux citoyens modérés se définissent alors comme les citoyens de deux nations.
La guerre de 1918 conduit à la désintégration des factions socialistes mais aussi non socialistes. Le pouvoir politique penche désormais à droite, laquelle fait face à une opposition entre les conservateurs et les libéraux sur la question du meilleur système de gouvernement pour la Finlande. Les conservateurs veulent l'instauration d'une monarchie dans le cadre d'un parlementarisme restreint, tandis que les libéraux sont favorables à une république pleinement démocratique ainsi qu'à des réformes sociales. Les deux camps s'appuient alors sur des justifications politiques et juridiques pour faire prévaloir leur position.

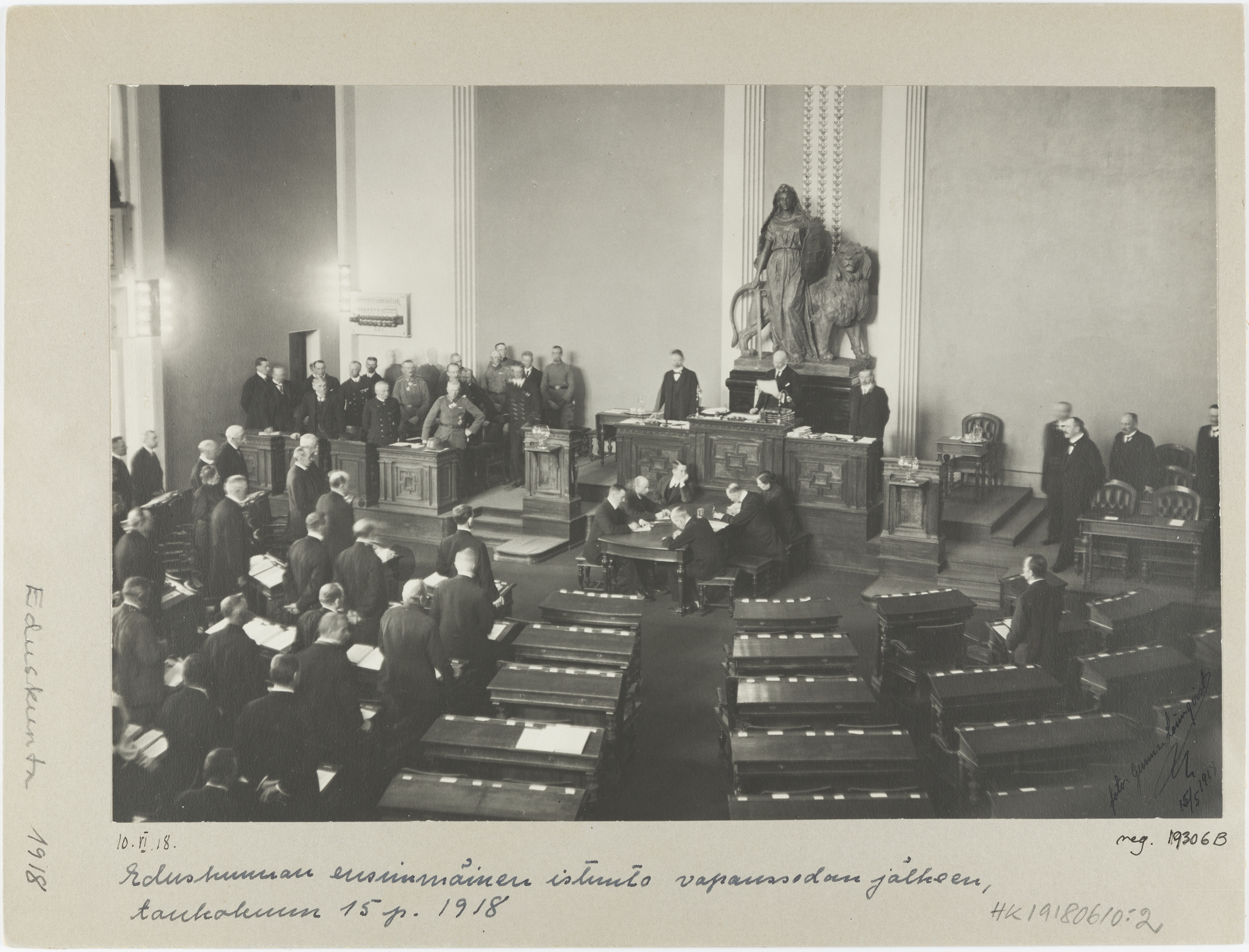
Le Parlement croupion de 1918. Des officiers allemands sont présents dans coin supérieur gauche. Matti Paasivuori est le seul représentant des socialistes, à droite.

Les monarchistes se fondent sur la constitution monarchiste de 1772 de l'époque suédoise, dépréciant la Déclaration d'indépendance de 1917. De ce fait, ils réclament une constitution monarchiste modernisée pour la Finlande. Pour leur part, les républicains rappellent que la loi de 1772 a été acceptée par la Russie en 1809 et qu'elle a donc perdu sa valeur avec la révolution de Février. Par la suite, les pouvoirs du tsar sont assumés par le Parlement finlandais le 15 novembre 1917 tandis que la forme républicaine est acceptée le 6 décembre. En outre, les républicains parviennent à retarder l'étude de la proposition monarchiste au Parlement, empêchant l'adoption d'une nouvelle constitution monarchiste. De ce fait, les monarchistes appliquent directement la loi de 1772 pour choisir un nouveau monarque.
Une conséquence importante du conflit de 1918 est la division du mouvement travailliste finlandais en trois factions : les sociaux-démocrates modérés, les socialistes et les communistes, réfugiés dans la Russie soviétique et bénéficiant du soutien des Bolcheviques. Le parti social-démocrate tient son premier congrès officiel le 25 décembre 1918. Il proclame son attachement au parlementarisme et rejette le bolchevisme et le communisme. Les dirigeants de la Finlande rouge qui ont fui en Russie créent le parti communiste finlandais à Moscou le 29 août 1918. Après la lutte de pouvoir de 1917 et la guerre civile sanglante, les anciens fennomanes et sociaux-démocrates qui ont soutenu l'usage de moyens « ultradémocratiques » dans la Finlande rouge, affirment dorénavant soutenir le bolchevisme révolutionnaire et la dictature du prolétariat, sous l'autorité de Lénine.
Les victimes de la guerre :
| Victimes                                             | Victimes | Victimes | Victimes | Victimes |
| Raison de la mort                                    | Rouges   | Blancs   | autres   | Total    |
| ---------------------------------------------------- | -------- | -------- | -------- | -------- |
| Tombés au combat                                     | 5 199    | 3 414    | 790      | 9 403    |
| Exécutés, abattus, assassinés                        | 7 370    | 1 424    | 926      | 9 720    |
| Morts en camp de prisonniers                         | 11 652   | 4        | 1 790    | 13 446   |
| Morts lors de la libération des camps de prisonniers | 607      | -        | 6        | 613      |
| Disparus                                             | 1 767    | 46       | 380      | 2 193    |
| autres type de décès                                 | 443      | 291      | 531a     | 1 265    |
| Total général                                        | 27 038   | 5 179    | 4 423    | 36 640   |
| Source                                               |          |          |          |          |

Un Sénat monarchiste et conservateur est formé par Juho Kusti Paasikivi en mai 1918. Tous les membres du Parlement ayant pris part au soulèvement rouge sont mis à l'écart. Finalement, seuls trois sociaux-démocrates restent et le Parlement est qualifié de « croupion ». En mai 1918, le Sénat demande aux troupes allemandes de rester en Finlande, alors que le traité de Brest-Litovsk et l'accord finno-allemand du 7 mars 1918 fait entrer la Finlande blanche à la sphère d'influence allemande. Le général Mannerheim démissionne le 25 mai après des dissensions avec le Sénat à propos de l'hégémonie allemande en Finlande et sur la possibilité d'attaquer Petrograd pour repousser les Bolcheviques et s'emparer de la Carélie russe. Toutefois, les Allemands s'opposent à de telles offensives en raison du traité de paix avec la Russie.
Le 9 octobre 1918, sous la pression de l'Allemagne, le Sénat et le Parlement élisent comme roi de Finlande un prince allemand, Frédéric-Charles de Hesse-Cassel, le beau-frère de l'empereur Guillaume II. Finalement, le général Rüdiger von der Goltz est en mesure de profiter de la faiblesse de la Finlande au bénéfice politique de l'Empire allemand. Toutes ces mesures attentent à la souveraineté finlandaise. Alors que les Finlandais, de gauche comme de droite, ont obtenu l'indépendance le 6 décembre 1917 sans tirer un coup de feu, ils mettent en péril cette indépendance en permettant aux Allemands d'intervenir dans leur pays lors de la guerre civile.
Les conditions économiques du pays se sont détériorées si fortement que le retour aux conditions existant avant la guerre n'intervient pas avant 1925. La crise la plus sévère concerne l'approvisionnement en nourriture qui est déjà déficient en 1917, même si la famine avait alors été évitée. Selon les Rouges et les Blancs, la guerre civile doit permettre de résoudre tous les problèmes mais, en réalité, elle favorise la diffusion de la famine dans le sud de la Finlande. À la fin de l'année 1918, le politicien Rudolf Holsti demande de l'aide à Herbert Hoover, le président américain de la Commission for Relief in Belgium. Hoover met alors en place un approvisionnement en nourriture et persuade les Alliés d'assouplir le blocus de la mer Baltique qui bloque l'arrivée de nourritures en Finlande.

### Devenir des prisonniers rouges

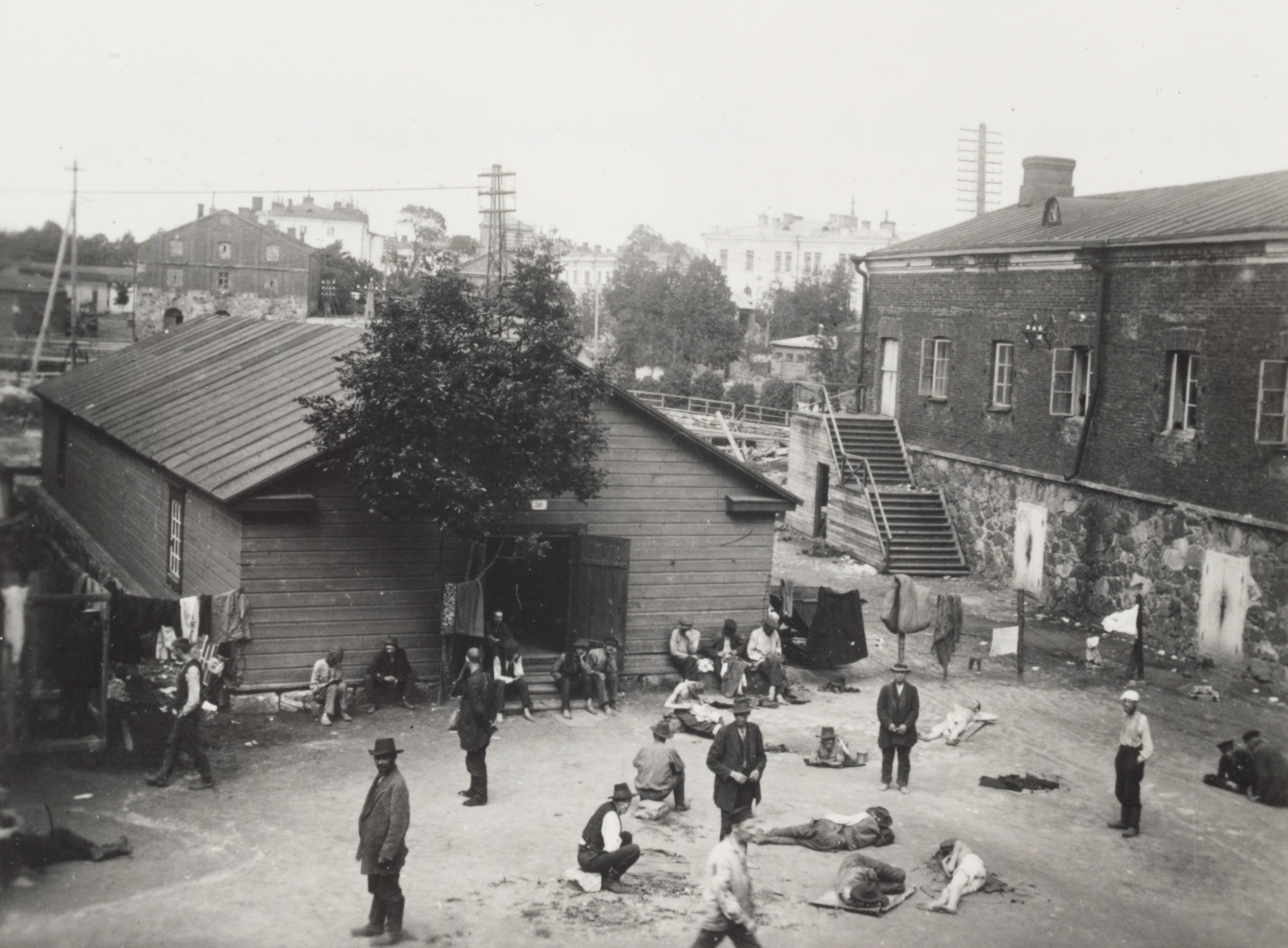
Le camp de prisonniers de Suomenlinna. En tout, 11000 personnes décèdent dans ces camps, de malnutrition ou en étant exécutées.

Au cours de la guerre, les Blancs et les Allemands font autour de 80 000 prisonniers rouges, dont 5 000 femmes, 1 500 enfants et 8 000 Russes. Les plus grands camps de prisonniers se situent à Suomenlinna, une île faisant face à Helsinki, Hämeenlinna, Lahti, Riihimäki, Tammisaari, Tampere et Viipuri. Le Sénat décide de maintenir les détenus prisonniers jusqu'à ce que la culpabilité de chacun d'entre eux ait été examinée. Une loi portant création d'un Tribunal de la trahison est promulguée le 29 mai 1918. Cette cour de justice est loin de correspondre aux standards d'une justice neutre, étant donné qu'elle intervient au moment où les Blancs viennent de remporter la victoire. En tout, 76 000 dossiers sont examinés et 68 000 Rouges sont jugés coupables de trahison ou de complicité de trahison. 39 000 d'entre eux sont libérés sur parole et les peines d'emprisonnement pour les autres sont généralement de deux à quatre ans. 555 personnes sont condamnées à mort et 113 sont exécutées. Ces procès débouchent aussi sur l'emprisonnement de personnes innocentes.
L'emprisonnement de masse, lié à de sévères pénuries de nourriture, conduit à des taux de mortalité élevés dans ces camps. Ce drame est aggravé par la colère, l'indifférence et la volonté de punir des vainqueurs. De nombreux prisonniers estiment qu'ils ont été abandonnés par leurs chefs qui ont fui en Russie. La condition physique et psychologique des prisonniers décline rapidement en mai, alors que les approvisionnements en vivres sont perturbés durant la retraite chaotique des Rouges en avril. En outre, un grand nombre de prisonniers sont envoyés dans des camps mal organisés au cours de la première moitié d'avril, à Tampere et Helsinki. De ce fait, en juin, 2 900 personnes meurent de faim ou en raison de maladies liées à la malnutrition et la grippe espagnole, 5 000 en juillet, 2 200 en août et 1 000 en septembre. Le taux de mortalité le plus élevé est celui du camp de Tammisaari, qui atteint 34 %. Dans les autres camps, il varie de 5 à 20 %. En tout, près de 13 000 Finlandais périssent (dont 3 à 4 000 de la grippe espagnole). Quant aux corps, ils sont enterrés dans des fosses communes près des camps.
La plupart des prisonniers sont libérés sur parole ou amnistiés avant la fin de l'année 1918, après le rétablissement de la normalité politique. Cependant, 6 100 prisonniers sont toujours détenus à la fin de l'année, 4 000 à la fin de l'année 1919, 3 000 sont amnistiés en janvier 1920 alors que les droits civils sont rétablis pour 40 000 anciens prisonniers, et 500 en 1923. Finalement, en 1927, les cinquante derniers prisonniers sont amnistiés par le gouvernement social-démocrate de Väinö Tanner. En 1973, le gouvernement finlandais indemnise financièrement 11 600 personnes emprisonnées durant le conflit. Parmi les nombreuses raisons qui expliquent la popularité durable du communisme en Finlande, le traumatisme des camps de prisonniers est primordial pour la génération de la guerre.

### Compromis politique
À nouveau, une partie du destin de la Finlande se joue à l'extérieur de ses frontières, comme cela avait été le cas avec la révolution russe, catalyseur de l'indépendance du pays. En l'occurrence, l'armistice du 11 novembre 1918 a des répercussions directes sur la Finlande. Les projets de l'Empire allemand de l'incorporer à sa sphère d'influence s'effondrent tandis que l'Allemagne est aux prises avec des remous révolutionnaires liés au manque de nourriture, à la lassitude de la guerre et aux conséquences de la défaite. Le 16 décembre, le général von der Goltz doit quitter Helsinki avec les troupes allemandes et le prince Frédéric-Charles, pas encore couronné, le suit le 20 décembre. D'une monarchie sous influence allemande, la Finlande devient une république démocratique indépendante. Ce système de gouvernement est confirmé le 17 juillet 1919 avec l'adoption d'une constitution.
Les premières élections locales au suffrage universel de l'histoire du pays se tiennent entre le 17 et le 28 décembre 1918. La première élection parlementaire après la guerre a lieu le 3 mars 1919. Les Américains autant que les Britanniques reconnaissent la souveraineté du pays les 6 et 7 mai 1919. Les puissances occidentales en général demandent que soit établie une république démocratique, comme partout dans les nouvelles nations européennes, dans le but d'éviter la propagation de l'esprit révolutionnaire sur le continent. Le traité finno-russe de Tartu est signé le 14 octobre 1920 dans l'optique de parvenir à des relations politiques stables entre les deux voisins, ainsi que de fixer la frontière entre l'ancien grand-duché et la future URSS.

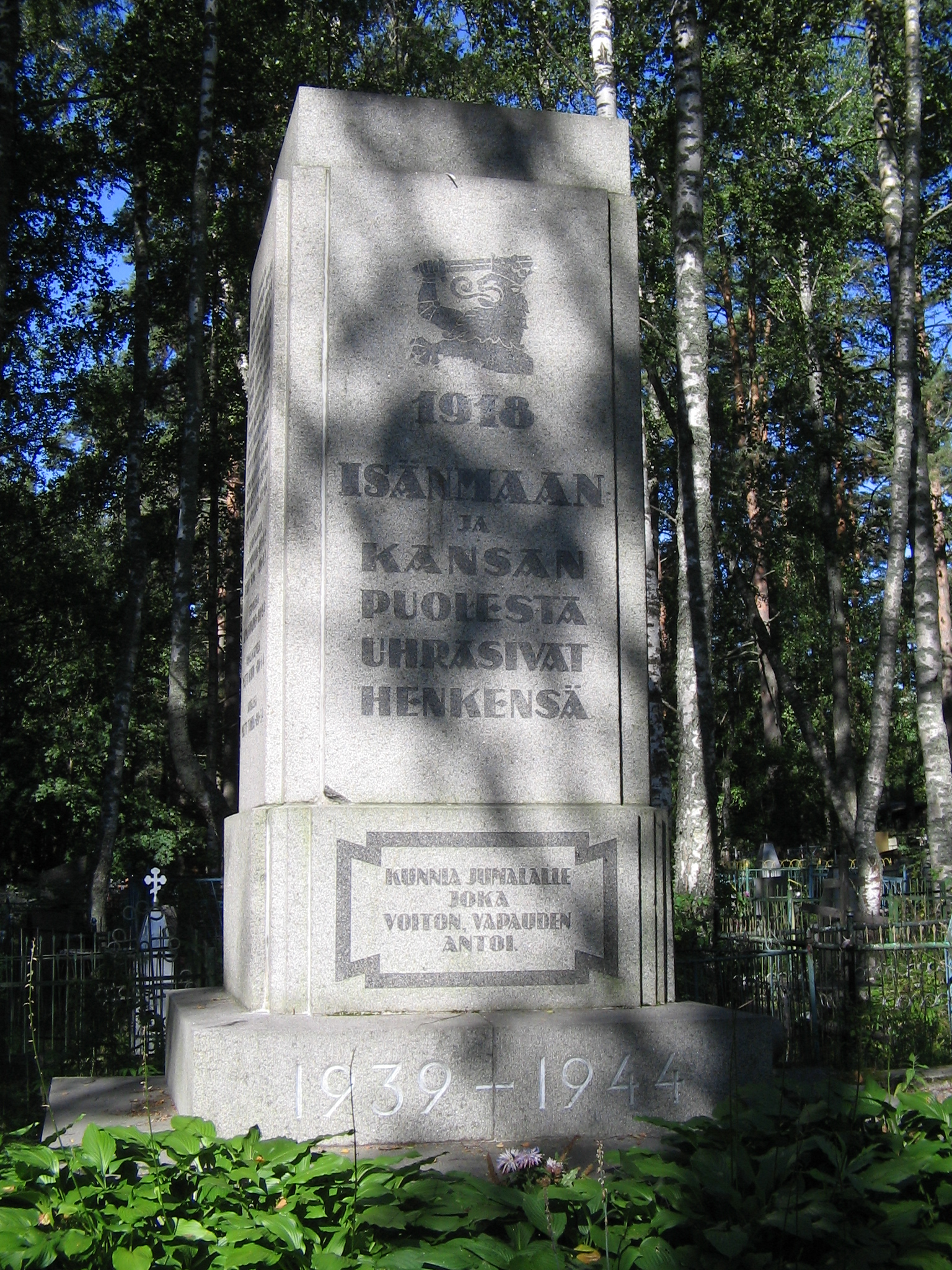
Le mémorial des Blancs à Kamennogorsk, aujourd'hui en Russie.

En avril 1918, le social-libéral et futur premier président de la Finlande, Kaarlo Juho Ståhlberg écrit : « Il est urgent de renouer avec la vie et le développement qu'a connu ce pays en 1906 avant que le chaos de la guerre ne nous en détourne. » Väinö Voionmaa, social-démocrate modéré, se montre peu optimiste : « Ceux qui croient encore dans l'avenir de cette nation doivent être dotés d'une foi exceptionnelle. Ce jeune pays indépendant a presque tout perdu avec la guerre… » Rapidement, il devient un compagnon de Väinö Tanner, le chef du parti social-démocrate réformé.
Santeri Alkio est le partisan d'une politique modérée. Son collègue, Kyösti Kallio l'encourage dans son adresse de Nivala, le 5 mai 1918 : « Nous devons reconstruire une nation finlandaise qui ne soit pas divisée entre les Blancs et les Rouges. Nous devons établir une république démocratique, où tous les Finlandais puissent se sentir comme de véritables citoyens et membres de cette société. » En outre, de nombreux conservateurs modérés suivent l'état d'esprit de Lauri Ingman qui écrit au printemps 1918 : « Un tournant politique vers la droite ne peut nous être d'aucun secours aujourd'hui. Il ne risquerait que d'accroître le soutien au socialisme dans ce pays. »
Ensemble, ces Finlandais partisans de la tolérance politique parviennent à construire un nouveau partenariat autour d'un compromis, qui débouche sur une démocratie parlementaire stable et ouverte. Il est fondé à la fois sur la défaite des Rouges et le fait que la plupart des buts de guerre des Blancs n'ont pas été atteint. Après le départ des forces étrangères, les factions militantes des deux camps ont perdu leur soutien, tandis que l'intégrité nationale et culturelle et l'héritage du mouvement fennomane, influents avant 1918, redeviennent des sentiments prédominants parmi la population.
La faiblesse de la Russie et de l'Allemagne après le premier conflit mondial renforce la Finlande et rend le compromis politique et social possible. La réconciliation débouche sur une lente, douloureuse mais réelle unification nationale. Finalement, le vide du pouvoir entre 1917 et 1918 conduit à ce compromis politique et, de 1919 à 1991, la démocratie et la souveraineté du pays parviennent à résister à d'importants défis, comme la montée de l'extrême-droite et de l'extrême-gauche, la Seconde Guerre mondiale ou encore la pression de l'URSS lors de la guerre froide.

### La guerre civile et les arts
La guerre civile a particulièrement marqué les Finlandais et elle reste, aujourd'hui encore, un sujet complexe et émotionnellement chargé. Naturellement, elle est présente dans la littérature finlandaise, notamment dans les romans du prix Nobel de littérature Frans Eemil Sillanpää comme Sainte Misère (1919) ou encore Silja ou Une brève destinée (1931). En poésie, Bertel Gripenberg, qui avait été volontaire dans une garde blanche, compose un recueil sur la période intitulé Le Grand Âge (en suédois Den stora tiden), paru en 1928.

## Cinéma
- Käsky (Tears of April), film de Aku Louhimies, 2008.

## Littérature
- Väinö Linna, Les gardes rouges de Tampere (Tome II), Pantin, Éditions Les Bons Caractères, 2011

## Galerie

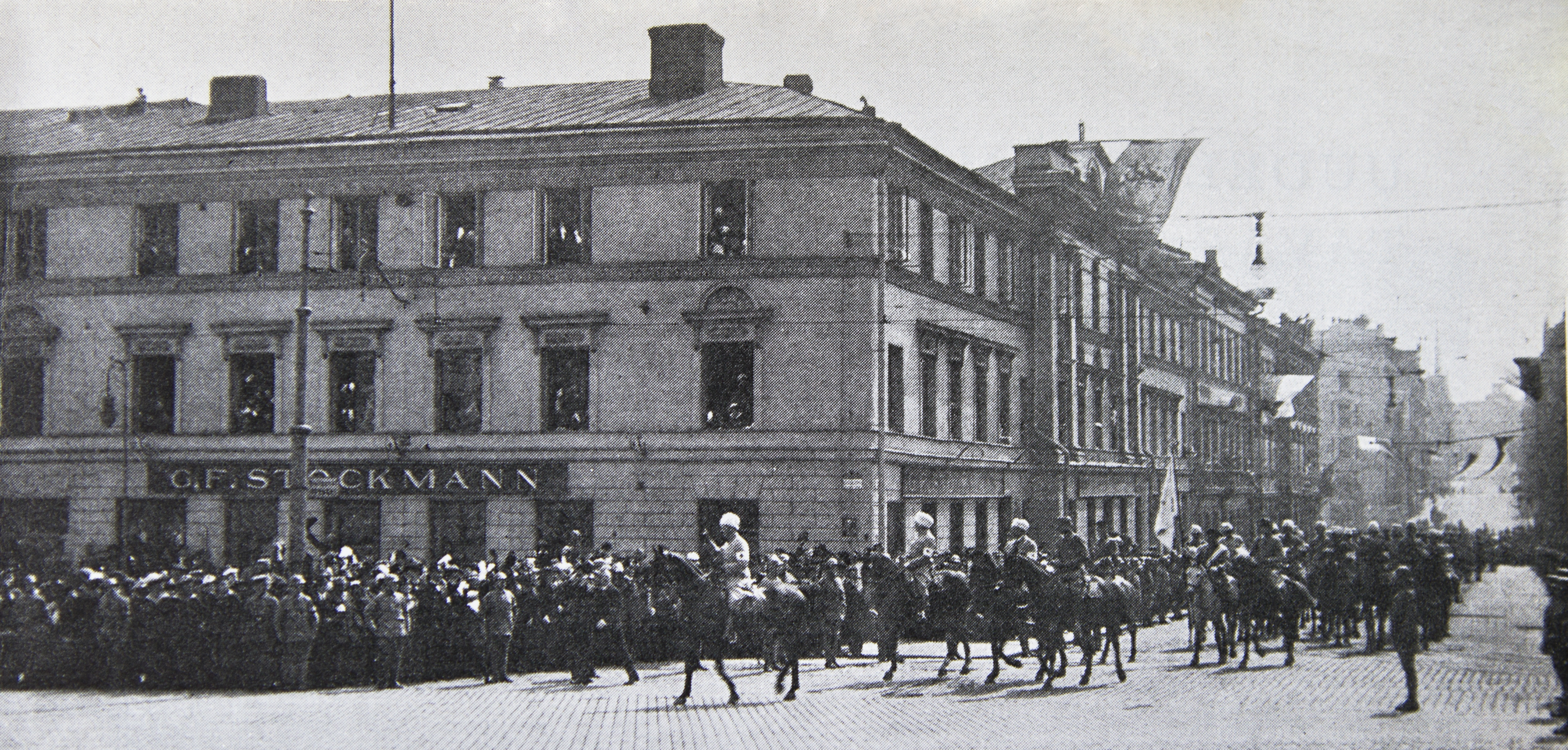
Le général Mannerheim défilant devant le Grand magasin Stockmann à Helsinki, le 16 mai 1918.
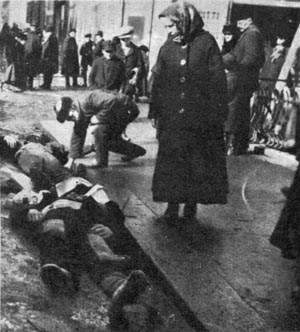
Personnes cherchant leurs proches après la chute de Tampere.
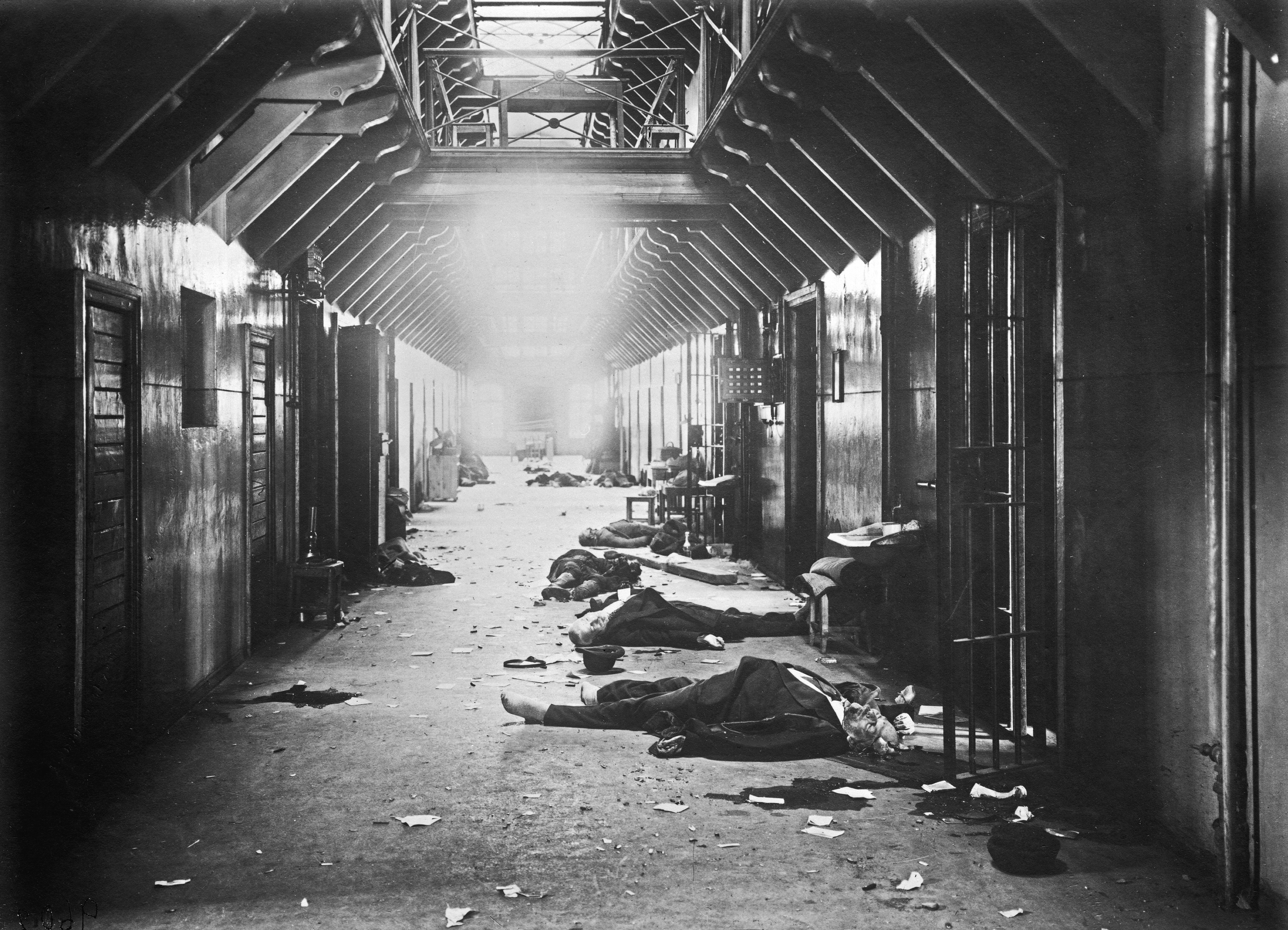
Personnes tuées par les Gardes rouges dans la prison de Viipuri en Finlande.
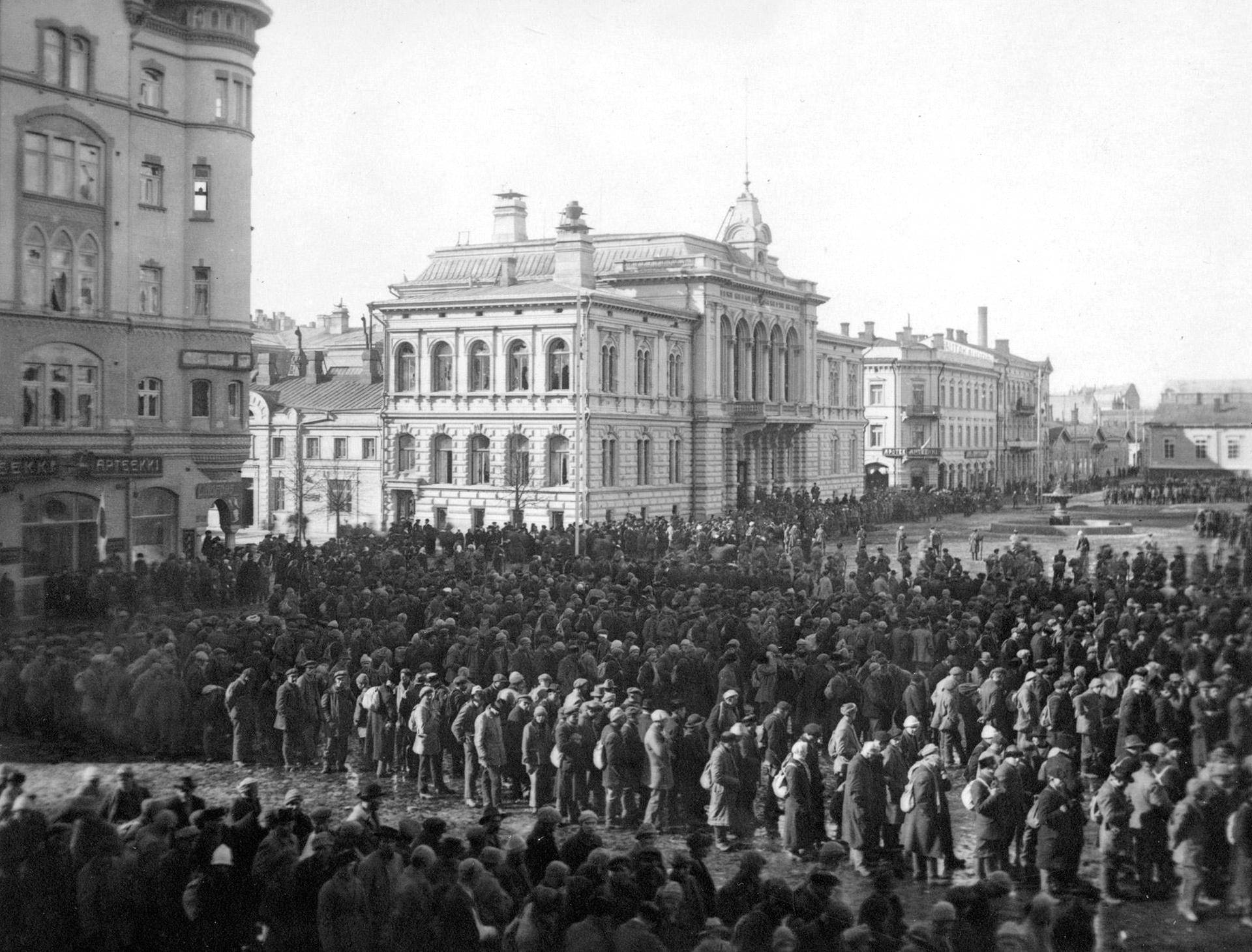
Prisonniers rouges à Tampere en avril 1918.